# Чемпионат мира по хоккею с шайбой 2016

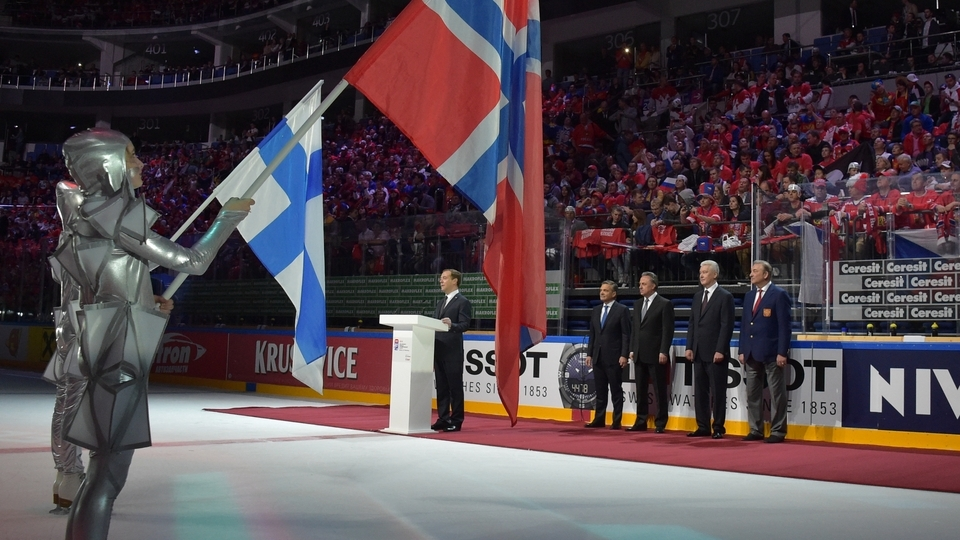
Церемония открытия Чемпионата мира по хоккею-2016

Чемпионат мира по хоккею с шайбой 2016 — 80-й чемпионат мира ИИХФ, который проходил с 6 по 22 мая в России: Москве и Санкт-Петербурге.
Титул чемпиона мира защитила сборная Канады, обыгравшая в финальном матче сборную Финляндии (2:0). Финны же одержали на турнире девять побед подряд в основное время, проиграв только финальный матч.
Бронзовым призёром стала сборная России, обыгравшая в матче за третье место сборную США (7:2). Тройка призёров в точности повторила тройку призёров чемпионата мира в России, который прошёл в 2007 году в Москве и Мытищах.

## Выбор места проведения

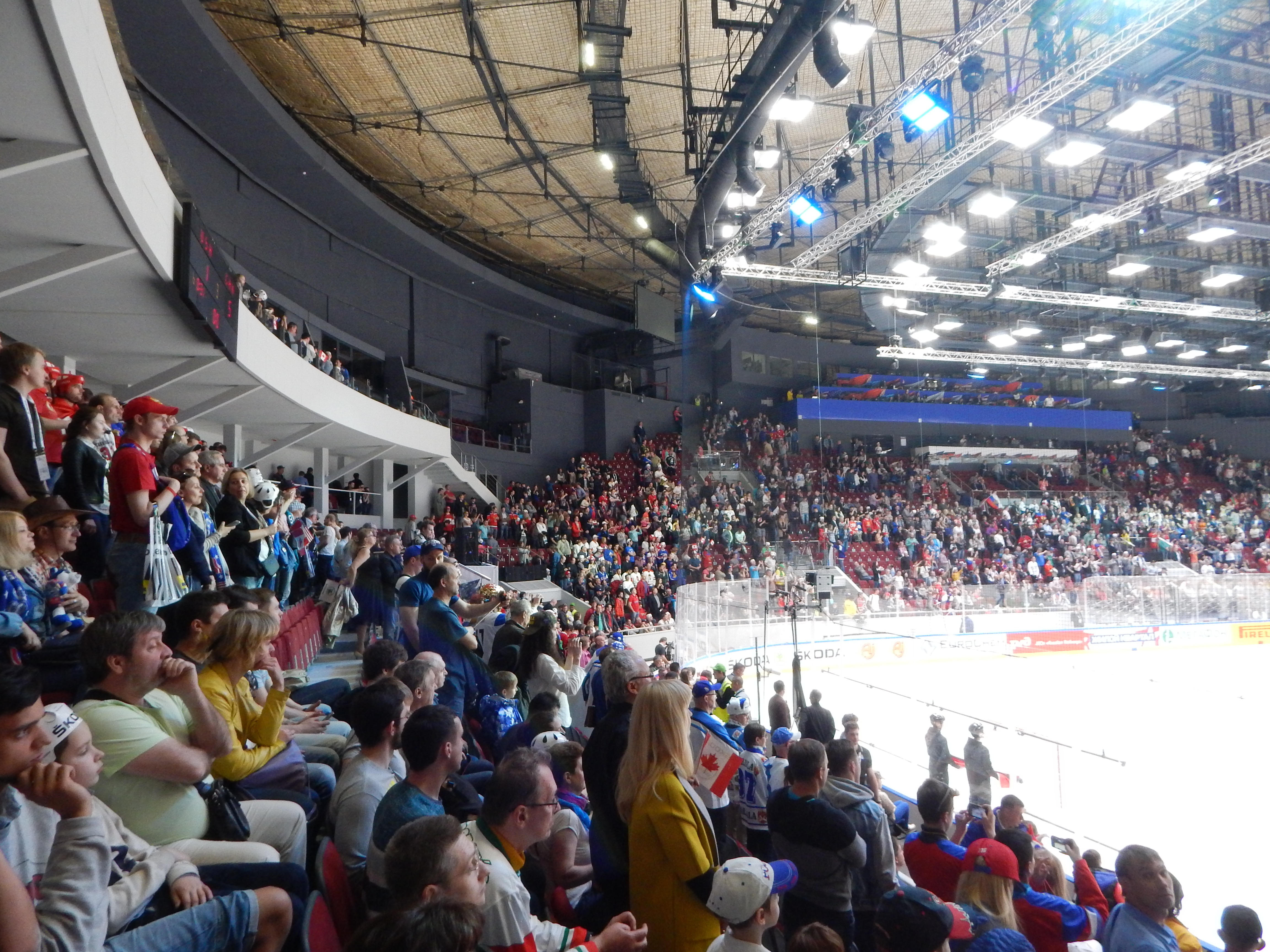
«Юбилейный» был отремонтирован впервые с 1967 года и принял гостей чемпионата мира 6 мая

17 сентября 2010 года в Портороже (Словения) на конгрессе ИИХФ было заявлено, что желание принять чемпионат выразили Россия (Москва и Казань), Дания (Копенгаген и Хернинг) и Украина (Киев). Латвия отказалась подавать официальную заявку и решила претендовать на проведение чемпионата в 2017 году.
13 мая 2011 года на конгрессе ИИХФ в Братиславе было принято решение о проведении 80-го по счёту чемпионата мира в России: в Москве и Санкт-Петербурге. Утверждение произошло сразу после того, как другие официальные кандидаты — Дания и Украина — отозвали свои заявки.
Российская Федерация третий раз приняла чемпионат мира после турниров 2000 и 2007 годов. Ещё четырежды чемпионаты проходили в Москве в период существования СССР (в 1957, 1973, 1979 и 1986 годах).
Матчи чемпионата проходили на двух аренах:
- «ВТБ Ледовый дворец» в Москве (изначально было решено проводить чемпионат мира 2016 года в Москве на арене «Мегаспорт»[4], однако в итоге местом проведения чемпионата был выбран «ВТБ Ледовый дворец»);
- СК «Юбилейный» в Санкт-Петербурге, который принимал матчи чемпионата мира 2000 года.

## Арены
| Россия              |                                                            |                                 |
| Москва              | «ВТБ Ледовый дворец» (Москва) «Юбилейный» · (С.-Петербург) | Санкт-Петербург                 |
| ВТБ Ледовый дворец  | «ВТБ Ледовый дворец» (Москва) «Юбилейный» · (С.-Петербург) | Спортивный комплекс «Юбилейный» |
| Вместимость: 12 100 | «ВТБ Ледовый дворец» (Москва) «Юбилейный» · (С.-Петербург) | Вместимость: 7 300              |
|                     | «ВТБ Ледовый дворец» (Москва) «Юбилейный» · (С.-Петербург) |                                 |

## Участники
Своё участие в чемпионате гарантировала Россия на правах страны-хозяйки, а также сборные Казахстана и Венгрии, которые заняли 2 первых места на турнире первого дивизиона ЧМ-2015. Ещё 13 сборных квалифицировались на турнир по итогам ЧМ-2015.
| 14 из Евразии | Беларусь *  | Венгрия ^   | Германия * | Дания *   |
| 14 из Евразии | Казахстан ^ | Латвия *    | Норвегия * | Россия *+ |
| 14 из Евразии | Словакия *  | Финляндия * | Франция *  | Чехия *   |
| 14 из Евразии | Швейцария * | Швеция *    |            |           |
| 2 из Северной Америки | Канада *    | США *       |            |           |
| * 14 команд автоматически квалифицировались в высший дивизион по итогам ЧМ-2015 ^ = 2 команды перешли в высший дивизион по итогам первого дивизиона ЧМ-2015 + = страна-хозяйка Примечание: разделение на континенты носит информативный характер и не означает какую-либо квоту участников по континентам (как в футболе) |             |             |            |           |

Сборные распределены по группам:
| Группа A (Москва) - Россия (2) - Швеция (3) - Чехия (6) - Швейцария (7) - Латвия (10) - Норвегия (11) - Дания (15) - Казахстан (17) | Группа B (Санкт-Петербург) - Канада (1) - Финляндия (4) - США (5) - Словакия (8) - Беларусь (9) - Франция (12) - Германия (13) - Венгрия (19) |  |

(В скобках указано место в рейтинге ИИХФ по итогам чемпионата мира 2015 года).

## Судьи
ИИХФ выбрала 16 главных и 16 линейных судей в качестве официальных судей на Чемпионате мира по хоккею в 2016 году. Ими стали следующие лица:

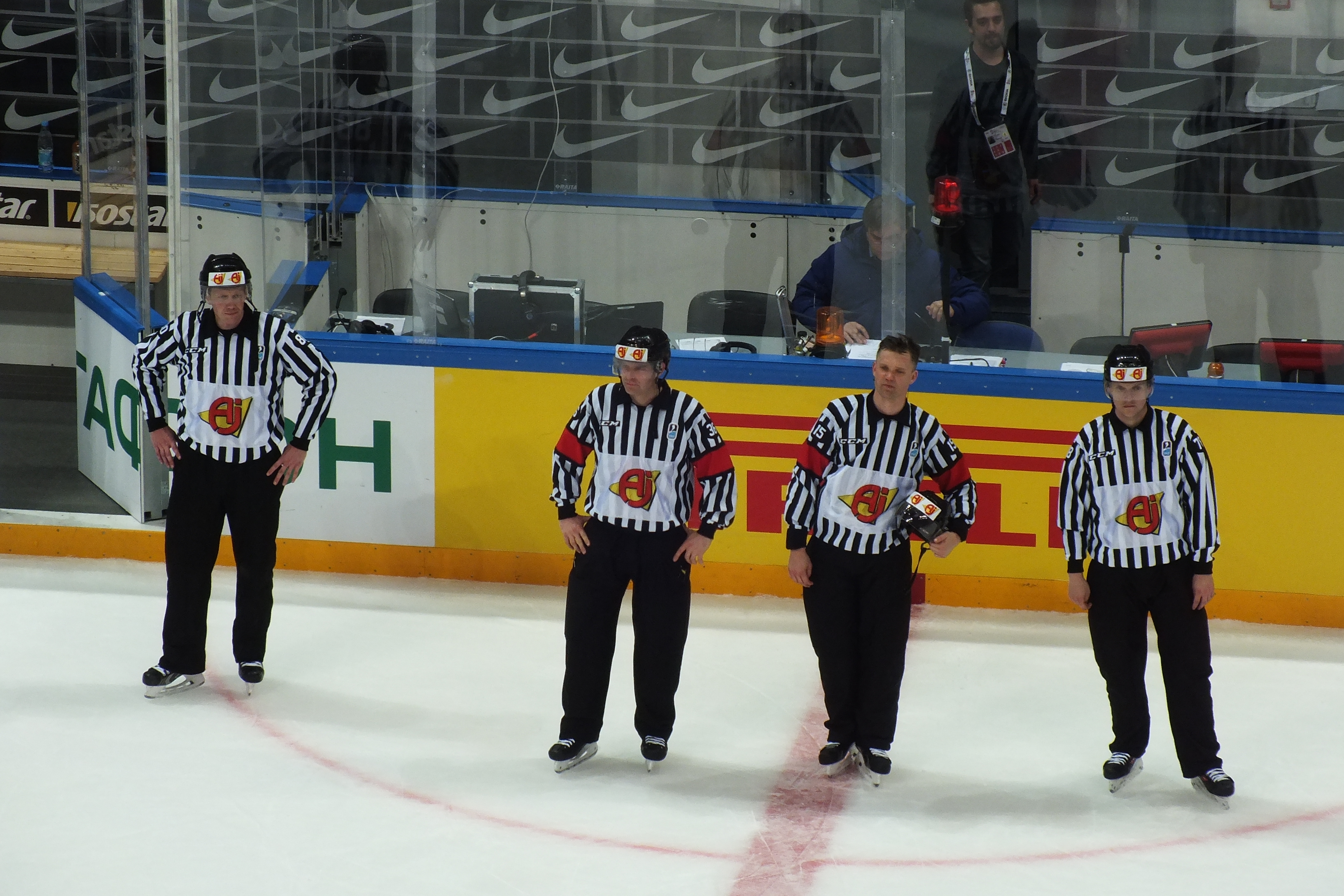
Арбитры Хенрик Пильблад, Тобиас Верли, Стефан Фонселиус и Петер Шефчик во время матча «Норвегия — Дания»

| - Максим Сидоренко - Бретт Айверсон - Мартин Франё - Антонин Ержабек - Стефан Фонселиус - Алекси Рантала - Даниэль Пехачек - Петер Гебеи | - Роман Гофман - Константин Оленин - Тобиас Верли - Марк Виганд - Йожеф Кубуш - Тобиас Бьорк - Линус Элунд - Тимоти Майер |

| - Николас Четренд-Пич - Вит Ледерер - Мирослав Лготский - Паси Ниеминен - Сакари Суоминен - Николай Пономарёв - Йон Киллиан - Глеб Лазарев | - Александр Отмахов - Николас Флюри - Роман Кадерли - Петер Шефчик - Андреас Мальмквист - Хенрик Пильблад - Фрэйзер Макинтайр - Джадсон Риттер |

## Регламент
В чемпионате участвуют сборные 16 стран, которые распределены на 2 группы по рейтингу ИИХФ по окончании чемпионата мира 2015 года. Среди них: Россия как страна-хозяйка, ещё 13 команд по результатам ЧМ-2015, который прошёл в Чехии, и 2 команды по результатам соревнования первого дивизиона 2015 в Кракове (Польша). Соревнования в группе А проходят в Москве, в группе В — в Санкт-Петербурге. Лучшие 4 команды из каждой группы попадают в четвертьфинал, первая команда одной группы играет против четвёртой команды другой группы, вторая команда одной группы — против третьей команды другой группы. Далее следуют полуфинал, матч за третье место и финал.
По итогам розыгрыша группового этапа две команды, занявшие последние места в своих группах (сборные Казахстана и Венгрии), опускаются в дивизион рангом ниже, и на Чемпионате мира-2017 будут выступать в Группе А 1-го Дивизиона. Если одно из этих мест займут сборные Германии или Франции, то они останутся в турнире Топ-дивизиона (поскольку они являются странами-хозяйками чемпионата 2017 года).
Команды, занявшие первое (сборная Словении) и второе (сборная Италии) места в 1-м Дивизионе Группы А ЧМ—2016 будут играть в высшем дивизионе Чемпионата мира-2017.
Места сборных рассчитываются исходя из количества очков, в случае равенства в ход идут результаты личных встреч, результативность и рейтинг ИИХФ. Команды с более высоким рейтингом окажутся выше в таблице. За победу на групповом этапе команде даётся 3 очка, проигравшая команда очков не получает. Если 60 минут чистого времени заканчиваются вничью, обе команды получают по 1 очку и играют пятиминутный овертайм до первой заброшенной шайбы. Если и там не определяется победитель, игра продолжается серией штрафных бросков (буллитов). Победитель в овертайме или в серии буллитов получает два очка.

## Предварительный раунд
Указанное время — местное (московское время, UTC+3)
|  | Команды, выходящие в четвертьфинал                                          |
|  | Команды, переходящие в группу A первого дивизиона чемпионата мира 2017 года |

### Группа A (Москва)

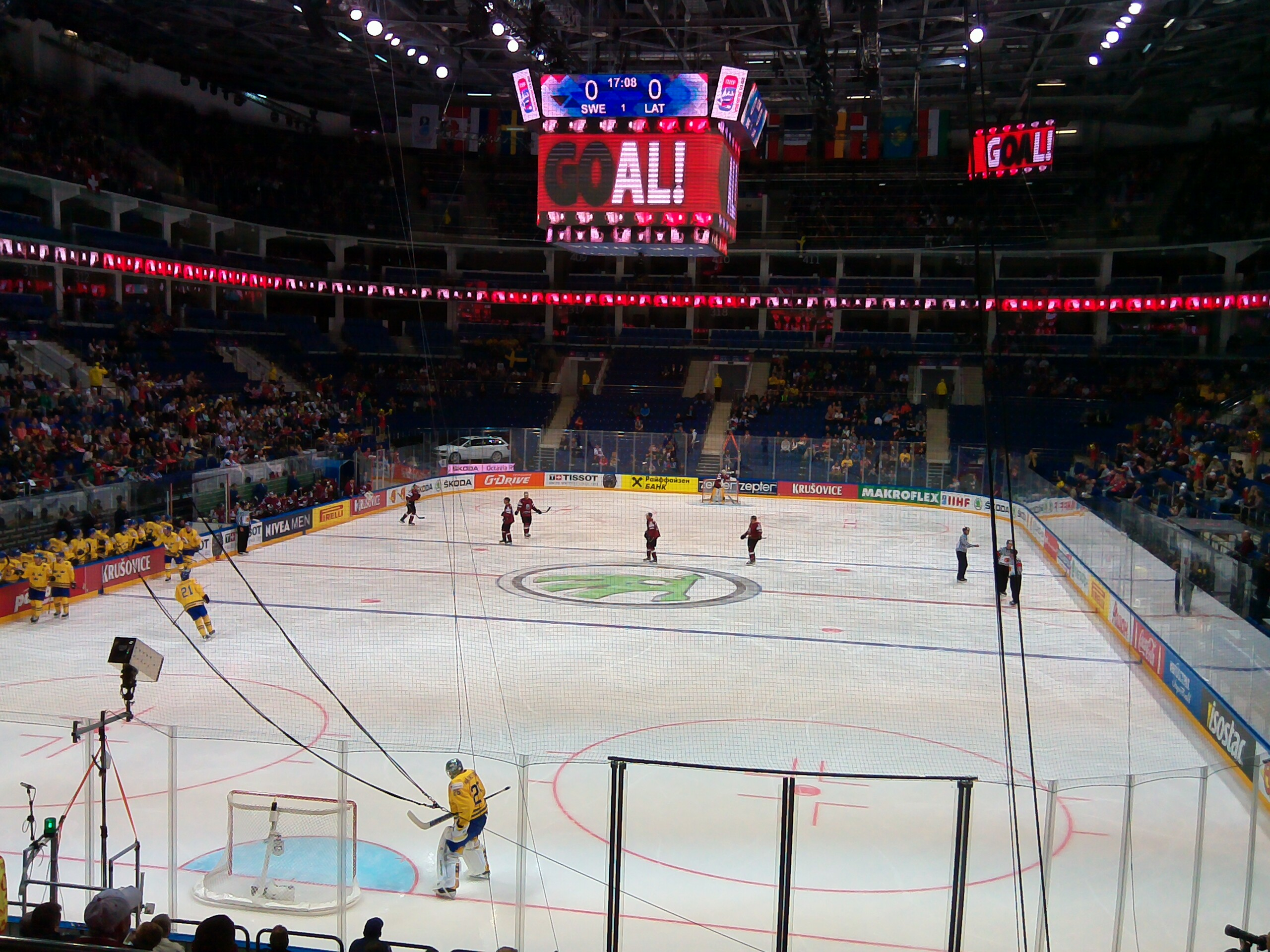
Первый гол чемпионата (Джимми Эрикссон, Швеция, 02:52)

| М | Сборная   | И | В | ВО/ВБ | ПО/ПБ | П | ШЗ | ШП | РШ  | О  |
| - | --------- | - | - | ----- | ----- | - | -- | -- | --- | -- |
| 1 | Чехия     | 7 | 5 | 1     | 1     | 0 | 27 | 12 | +15 | 18 |
| 2 | Россия    | 7 | 6 | 0     | 0     | 1 | 32 | 10 | +22 | 18 |
| 3 | Швеция    | 7 | 3 | 2     | 0     | 2 | 23 | 18 | +5  | 13 |
| 4 | Дания     | 7 | 2 | 2     | 1     | 2 | 17 | 22 | -5  | 11 |
| 5 | Норвегия  | 7 | 2 | 1     | 0     | 4 | 13 | 22 | -9  | 8  |
| 6 | Швейцария | 7 | 1 | 1     | 3     | 2 | 20 | 26 | -6  | 8  |
| 7 | Латвия    | 7 | 1 | 0     | 3     | 3 | 13 | 22 | -9  | 6  |
| 8 | Казахстан | 7 | 0 | 1     | 0     | 6 | 15 | 28 | -13 | 2  |

| 2016-05-6 16:15 | Швеция | 2 : 1 (OT) (1:0, 0:0, 0:1, 1:0) | Латвия | ВТБ Ледовый дворец, Москва Зрителей: 4420 |

| Отчёт                                                                                  | Отчёт                        | Отчёт                                                      | Отчёт                         | Отчёт                                    |
| -------------------------------------------------------------------------------------- | ---------------------------- | ---------------------------------------------------------- | ----------------------------- | ---------------------------------------- |
|                                                                                        |                              |                                                            |                               |                                          |
|                                                                                        | Якоб Маркстрём — 00:00-64:06 | Вратари                                                    | 00:00-64:06 — Элвис Мерзликин | Судьи: Стефан Фонселиус Максим Сидоренко |
|                                                                                        | Голы:                        |                                                            |                               | Судьи: Стефан Фонселиус Максим Сидоренко |
| Джимми Эрикссон — 02:52 (М. Баклунд, Ю. Франссон) Густав Нюквист — 64:06 (А. Веннберг) | 1:0 1:1 2:1                  | 52:29 — Кристапс Сотниекс (бол.) (М. Редлихс, А. Джериньш) |                               | Судьи: Стефан Фонселиус Максим Сидоренко |
|                                                                                        |                              |                                                            |                               | Судьи: Стефан Фонселиус Максим Сидоренко |
|                                                                                        |                              |                                                            |                               | Судьи: Стефан Фонселиус Максим Сидоренко |
|                                                                                        |                              |                                                            |                               | Судьи: Стефан Фонселиус Максим Сидоренко |
| 10 мин                                                                                 | Штраф                        | 10 мин                                                     |                               | Судьи: Стефан Фонселиус Максим Сидоренко |
|                                                                                        |                              |                                                            |                               |                                          |
|                                                                                        | 44                           | Броски                                                     | 21                            |                                          |

| 2016-05-6 20:15 | Чехия | 3 : 0 (1:0, 1:0, 1:0) | Россия | ВТБ Ледовый дворец, Москва Зрителей: 9693 |

| Отчёт | Отчёт                      | Отчёт   | Отчёт                                       | Отчёт                               |
| --- | -------------------------- | ------- | ------------------------------------------- | ----------------------------------- |
| |                            |         |                                             |                                     |
| | Доминик Фурх — 00:00-60:00 | Вратари | 00:00-58:15 — Сергей Бобровский 58:28-60:00 | Судьи: Даниэль Пехачек Тобиас Верли |
| | Голы:                      |         |                                             | Судьи: Даниэль Пехачек Тобиас Верли |
| Томаш Кундратек — 14:48 (Я. Коварж, М. Кемпни) Роман Червенка (бол.) — 20:48 (Я. Йерабек, Д. Пастрняк) Михал Бирнер (п.в.) — 58:28 | 1:0 2:0 3:0                |         |                                             | Судьи: Даниэль Пехачек Тобиас Верли |
| |                            |         |                                             | Судьи: Даниэль Пехачек Тобиас Верли |
| |                            |         |                                             | Судьи: Даниэль Пехачек Тобиас Верли |
| |                            |         |                                             | Судьи: Даниэль Пехачек Тобиас Верли |
| 10 мин | Штраф                      | 10 мин  |                                             | Судьи: Даниэль Пехачек Тобиас Верли |
| |                            |         |                                             |                                     |
| | 27                         | Броски  | 25                                          |                                     |

| 2016-05-7 12:15 | Швейцария | 2 : 3 (Б) (1:0, 0:1, 1:1, 0:0, 0:1) | Казахстан | ВТБ Ледовый дворец, Москва Зрителей: 5420 |

| Отчёт | Отчёт                       | Отчёт | Отчёт                          | Отчёт                              |
| --- | --------------------------- | --- | ------------------------------ | ---------------------------------- |
| |                             | |                                |                                    |
| | Рето Берра — 00:00-65:00    | Вратари | 00:00-65:00 — Виталий Колесник | Судьи: Роман Гофман Бретт Айверсон |
| | Голы:                       | |                                | Судьи: Роман Гофман Бретт Айверсон |
| Самуэль Вальсер — 14:56 (Р. Диаз, С. Андригетто) Денис Холленштайн (бол.) — 52:01 (А. Амбюль, Ф. Дюбуа) Денис Холленштайн Лино Мартшини Нино Нидеррайтер Лино Мартшини | 1:0 1:1 1:2 :2 2:3 Буллиты: | 30:57 — Роман Савченко (мен.) 50:30 — Роман Старченко (бол.) (Е. Рымарев) 65:00 — Найджел Доз (поб. бул.) Найджел Доз Роман Старченко Евгений Рымарев Найджел Доз |                                | Судьи: Роман Гофман Бретт Айверсон |
| |                             | |                                | Судьи: Роман Гофман Бретт Айверсон |
| |                             | |                                | Судьи: Роман Гофман Бретт Айверсон |
| |                             | |                                | Судьи: Роман Гофман Бретт Айверсон |
| 6 мин | Штраф                       | 8 мин |                                | Судьи: Роман Гофман Бретт Айверсон |
| |                             | |                                |                                    |
| | 51                          | Броски | 27                             |                                    |

| 2016-05-7 16:15 | Норвегия | 0 : 3 (0:0, 0:2, 0:1) | Дания | ВТБ Ледовый дворец, Москва Зрителей: 6668 |

| Отчёт | Отчёт                                 | Отчёт | Отчёт                       | Отчёт                                |
| ----- | ------------------------------------- | --- | --------------------------- | ------------------------------------ |
|       |                                       | |                             |                                      |
|       | Ларс Хауген — 00:00-58:21 59:45-60:00 | Вратари | 00:00-60:00 — Себастьян Дам | Судьи: Стефан Фонселиус Тобиас Верли |
|       | Голы:                                 | |                             | Судьи: Стефан Фонселиус Тобиас Верли |
|       | 0:1 0:2 0:3                           | 21:06 — Никлас Йенсен (Ф. Сторм, М. Мадсен) 34:12 — Йеспер Йенсен (Л. Эллер, Д. Нильсен) 59:45 — Никлас Йенсен (п.в.) (Д. Нильсен) |                             | Судьи: Стефан Фонселиус Тобиас Верли |
|       |                                       | |                             | Судьи: Стефан Фонселиус Тобиас Верли |
|       |                                       | |                             | Судьи: Стефан Фонселиус Тобиас Верли |
|       |                                       | |                             | Судьи: Стефан Фонселиус Тобиас Верли |
| 4 мин | Штраф                                 | 16 мин |                             | Судьи: Стефан Фонселиус Тобиас Верли |
|       |                                       | |                             |                                      |
|       | 44                                    | Броски | 28                          |                                      |

| 2016-05-7 20:15 | Латвия | 3 : 4 (Б) (0:2, 1:0, 2:1, 0:0, 0:1). | Чехия | ВТБ Ледовый дворец, Москва Зрителей: 4650 |

| Отчёт | Отчёт                                | Отчёт | Отчёт                                    | Отчёт                             |
| --- | ------------------------------------ | --- | ---------------------------------------- | --------------------------------- |
| |                                      | |                                          |                                   |
| | Эдгарс Масальскис — 00:00-65:00      | Вратари | 00:00-58:57 — Павел Францоуз 59:01-65:00 | Судьи: Йожеф Кубуш Алекси Рантала |
| | Голы:                                | |                                          | Судьи: Йожеф Кубуш Алекси Рантала |
| Робертс Букартс — 35:26 (А. Джериньш, М. Редлихс) Земгус Гиргенсонс (бол.) — 48:20 (Р. Аболс, К. Даугавиньш) Микелис Редлихс — 57:41 (А. Джериньш, Р. Букартс) Родриго Аболс Каспарс Даугавиньш Робертс Букартс | 0:1 0:2 1:2 2:2 3:2 3:3 3:4 Буллиты: | 03:33 — Томаш Плеканец (Д. Пастрняк, Р. Червенка) 06:23 — Томаш Плеканец (бол.) (Л. Кашпар, Р. Червенка) 59:01 — Михал Ржепик (Я. Йерабек, Я. Коварж) 65:00 — Лукаш Кашпар (поб. бул.) Лукаш Кашпар Ян Коварж Петр Коукал |                                          | Судьи: Йожеф Кубуш Алекси Рантала |
| |                                      | |                                          | Судьи: Йожеф Кубуш Алекси Рантала |
| |                                      | |                                          | Судьи: Йожеф Кубуш Алекси Рантала |
| |                                      | |                                          | Судьи: Йожеф Кубуш Алекси Рантала |
| 31 мин | Штраф                                | 8 мин |                                          | Судьи: Йожеф Кубуш Алекси Рантала |
| |                                      | |                                          |                                   |
| | 25                                   | Броски | 39                                       |                                   |

| 2016-05-8 12:15 | Казахстан | 4 : 6 (3:3, 0:1, 1:2) | Россия | ВТБ Ледовый дворец, Москва Зрителей: 10 122 |

| Отчёт | Отчёт                                | Отчёт | Отчёт                           | Отчёт                               |
| --- | ------------------------------------ | --- | ------------------------------- | ----------------------------------- |
| |                                      | |                                 |                                     |
| | Виталий Колесник — 00:00-58:37       | Вратари | 00:00-60:00 — Сергей Бобровский | Судьи: Йожеф Кубуш Максим Сидоренко |
| | Голы:                                | |                                 | Судьи: Йожеф Кубуш Максим Сидоренко |
| Дасти Бойд (бол.) — 08:04 (Б. Боченски, Н. Доз) Роман Старченко — 09:02 (М. Худяков, Е. Рымарев) Евгений Рымарев (бол.) — 19:46 (Р. Старченко) Максим Семёнов (бол.) — 41:00 (Д. Бойд, Н. Доз) | 0:1 :1 2:1 2:2 2:3 :3 3:4 :4 4:5 4:6 | 06:43 — Евгений Дадонов (В. Шипачёв, А. Белов) 09:21 — Роман Любимов (С. Калинин, С. Плотников) 11:11 — Сергей Мозякин (бол.) (Е. Дадонов, В. Шипачёв) 38:02 — Антон Белов (бол.) (П. Дацюк, В. Антипин) 43:57 — Антон Белов (М. Чудинов, С. Мозякин) 48:38 — Роман Любимов (бол.) (А. Белов, П. Дацюк) |                                 | Судьи: Йожеф Кубуш Максим Сидоренко |
| |                                      | |                                 | Судьи: Йожеф Кубуш Максим Сидоренко |
| |                                      | |                                 | Судьи: Йожеф Кубуш Максим Сидоренко |
| |                                      | |                                 | Судьи: Йожеф Кубуш Максим Сидоренко |
| 10 мин | Штраф                                | 8 мин |                                 | Судьи: Йожеф Кубуш Максим Сидоренко |
| |                                      | |                                 |                                     |
| | 19                                   | Броски | 49                              |                                     |

| 2016-05-8 16:15 | Норвегия | 4 : 3 (OT) (1:1, 2:0, 0:2, 1:0) | Швейцария | ВТБ Ледовый дворец, Москва Зрителей: 4515 |

| Отчёт | Отчёт                      | Отчёт | Отчёт                                  | Отчёт                                 |
| --- | -------------------------- | --- | -------------------------------------- | ------------------------------------- |
| |                            | |                                        |                                       |
| | Ларс Вольден — 00:00-63:23 | Вратари | 00:00-58:27 — Роберт Майер 59:50-63:23 | Судьи: Даниэль Пехачек Алекси Рантала |
| | Голы:                      | |                                        | Судьи: Даниэль Пехачек Алекси Рантала |
| Кен Андре Олимб — 14:40 (М. Олимб, М. Цукарелло) Мартин Рёймарк — 23:03 (К. Форсберг) Матис Олимб (бол.) — 38:03 (К. А. Олимб, М. Россели Ольсен) Андреас Мартинсен (бол.) — 63:23 (М. Олимб, М. Трюгг) | 0:1 :1 2:1 3:1 3:2 3:3 4:3 | 02:27 — Самуэль Вальсер (бол.) (Я. Вебер, Л. Мартшини) 43:24 — Симон Мозер (Р. Диаз, Н. Нидеррайтер) 59:50 — Фелисьен Дюбуа (Р. Диаз, А. Амбюль) |                                        | Судьи: Даниэль Пехачек Алекси Рантала |
| |                            | |                                        | Судьи: Даниэль Пехачек Алекси Рантала |
| |                            | |                                        | Судьи: Даниэль Пехачек Алекси Рантала |
| |                            | |                                        | Судьи: Даниэль Пехачек Алекси Рантала |
| 8 мин | Штраф                      | 6 мин |                                        | Судьи: Даниэль Пехачек Алекси Рантала |
| |                            | |                                        |                                       |
| | 26                         | Броски | 39                                     |                                       |

| 2016-05-8 20:15 | Швеция | 5 : 2 (0:1, 4:0, 1:1) | Дания | ВТБ Ледовый дворец, Москва Зрителей: 5385 |

| Отчёт | Отчёт                      | Отчёт                                                                                     | Отчёт                       | Отчёт                              |
| --- | -------------------------- | ----------------------------------------------------------------------------------------- | --------------------------- | ---------------------------------- |
| |                            |                                                                                           |                             |                                    |
| | Виктор Фаст — 00:00-60:00  | Вратари                                                                                   | 00:00-60:00 — Себастьян Дам | Судьи: Роман Гофман Бретт Айверсон |
| | Голы:                      |                                                                                           |                             | Судьи: Роман Гофман Бретт Айверсон |
| Роберт Розен — 27:03 (О. Фантенберг, М. Ритола) Микаэль Баклунд (бол.) — 28:30 (Дж. Эрикссон, Л. Умарк) Магнус Нигрен (бол.) — 37:06 (Л. Умарк, Ю. Сундстрём) Микаэль Баклунд (бол.) — 39:00 (Дж. Эрикссон, Л. Умарк) Густав Нюквист (бол.) — 49:35 | 0:1 :1 2:1 3:1 4:1 5:1 5:2 | 15:05 — Николай Элерс (бол.) (Й. Йенсен, Л. Эллер) 59:54 — Йеспер Йенсен (П. Бьоркстранд) |                             | Судьи: Роман Гофман Бретт Айверсон |
| |                            |                                                                                           |                             | Судьи: Роман Гофман Бретт Айверсон |
| |                            |                                                                                           |                             | Судьи: Роман Гофман Бретт Айверсон |
| |                            |                                                                                           |                             | Судьи: Роман Гофман Бретт Айверсон |
| 10 мин | Штраф                      | 16 мин                                                                                    |                             | Судьи: Роман Гофман Бретт Айверсон |
| |                            |                                                                                           |                             |                                    |
| | 42                         | Броски                                                                                    | 25                          |                                    |

| 2016-05-9 16:15 | Латвия | 0 : 4 (0:0, 0:2, 0:2) | Россия | ВТБ Ледовый дворец, Москва Зрителей: 10 440 |

| Отчёт | Отчёт                                     | Отчёт | Отчёт                           | Отчёт                                |
| ----- | ----------------------------------------- | --- | ------------------------------- | ------------------------------------ |
|       |                                           | |                                 |                                      |
|       | Элвис Мерзликин — 00:00-54:38 56:37-60:00 | Вратари | 00:00-60:00 — Сергей Бобровский | Судьи: Стефан Фонселиус Тобиас Верли |
|       | Голы:                                     | |                                 | Судьи: Стефан Фонселиус Тобиас Верли |
|       | 0:1 0:2 0:3 0:4                           | 20:29 — Артемий Панарин (П. Дацюк) 27:34 — Евгений Дадонов (В. Шипачёв, А. Панарин) 47:02 — Вадим Шипачёв (А. Панарин, Е. Дадонов) 57:30 — Артемий Панарин (бол.) (М. Чудинов, В. Шипачёв) |                                 | Судьи: Стефан Фонселиус Тобиас Верли |
|       |                                           | |                                 | Судьи: Стефан Фонселиус Тобиас Верли |
|       |                                           | |                                 | Судьи: Стефан Фонселиус Тобиас Верли |
|       |                                           | |                                 | Судьи: Стефан Фонселиус Тобиас Верли |
| 8 мин | Штраф                                     | 35 мин |                                 | Судьи: Стефан Фонселиус Тобиас Верли |
|       |                                           | |                                 |                                      |
|       | 27                                        | Броски | 37                              |                                      |

| 2016-05-9 20:15 | Швеция | 2 : 4 (2:0, 0:3, 0:1) | Чехия | ВТБ Ледовый дворец, Москва Зрителей: 7780 |

| Отчёт                                                                                                | Отчёт                                    | Отчёт | Отчёт                        | Отчёт                                   |
| --- | ---------------------------------------- | --- | ---------------------------- | --------------------------------------- |
| |                                          | |                              |                                         |
| | Якоб Маркстрём — 00:00-54:58 55:51-55:59 | Вратари | 00:00-60:00 — Павел Францоуз | Судьи: Даниэль Пехачек Максим Сидоренко |
| | Голы:                                    | |                              | Судьи: Даниэль Пехачек Максим Сидоренко |
| Роберт Розен (бол.) — 09:15 (Э. Густафссон, А. Веннберг) Мартин Лундберг (мен.) — 19:52 (М. Сьёрген) | 1:0 2:0 2:1 2:2 2:3 2:4                  | 26:45 — Давид Пастрняк (Р. Червенка, Я. Йерабек) 33:38 — Ян Коварж (Я. Йерабек, М. Бирнер) 37:59 — Михал Бирнер (мен.) 54:32 — Михал Бирнер |                              | Судьи: Даниэль Пехачек Максим Сидоренко |
| |                                          | |                              | Судьи: Даниэль Пехачек Максим Сидоренко |
| |                                          | |                              | Судьи: Даниэль Пехачек Максим Сидоренко |
| |                                          | |                              | Судьи: Даниэль Пехачек Максим Сидоренко |
| 4 мин                                                                                                | Штраф                                    | 6 мин |                              | Судьи: Даниэль Пехачек Максим Сидоренко |
| |                                          | |                              |                                         |
| | 28                                       | Броски | 33                           |                                         |

| 2016-05-10 16:15 | Швейцария | 3 : 2 (OT) (0:2, 0:0, 2:0, 1:0) | Дания | ВТБ Ледовый дворец, Москва Зрителей: 5962 |

| Отчёт | Отчёт                                                           | Отчёт | Отчёт                       | Отчёт                                    |
| --- | --------------------------------------------------------------- | --- | --------------------------- | ---------------------------------------- |
| |                                                                 | |                             |                                          |
| | Рето Берра — 00:00-40:07 40:29-64:08 Роберт Майер — 40:07-40:29 | Вратари                                                                                                  | 00:00-64:08 — Себастьян Дам | Судьи: Антонин Ержабек Константин Оленин |
| | Голы:                                                           | |                             | Судьи: Антонин Ержабек Константин Оленин |
| Янник Вебер — 49:42 (С. Мозер, Н. Нидеррайтер) Нино Нидеррайтер — 57:58 (С. Мозер, Р. Диаз) Эрик Блум — 64:08 (А. Амбюль) | 0:1 0:2 1:2 2:2 3:2                                             | 07:08 — Фредерик Сторм (бол.) (Д. Нильсен, Н. Йенсен) 18:54 — Николай Элерс (бол.) (Л. Эллер, Я. Хансен) |                             | Судьи: Антонин Ержабек Константин Оленин |
| |                                                                 | |                             | Судьи: Антонин Ержабек Константин Оленин |
| |                                                                 | |                             | Судьи: Антонин Ержабек Константин Оленин |
| |                                                                 | |                             | Судьи: Антонин Ержабек Константин Оленин |
| 16 мин | Штраф                                                           | 12 мин                                                                                                   |                             | Судьи: Антонин Ержабек Константин Оленин |
| |                                                                 | |                             |                                          |
| | 42                                                              | Броски                                                                                                   | 28                          |                                          |

| 2016-05-10 20:15 | Казахстан | 2 : 4 (1:1, 1:2, 0:1) | Норвегия | ВТБ Ледовый дворец, Москва Зрителей: 7384 |

| Отчёт                                                                                                  | Отчёт                                                  | Отчёт | Отчёт                     | Отчёт                           |
| --- | ------------------------------------------------------ | --- | ------------------------- | ------------------------------- |
| |                                                        | |                           |                                 |
| | Виталий Колесник — 00:00-57:05 57:37-58:02 58:08-58:15 | Вратари | 00:00-60:00 — Ларс Хауген | Судьи: Тимоти Майер Линус Элунд |
| | Голы:                                                  | |                           | Судьи: Тимоти Майер Линус Элунд |
| Найджел Доз — 07:00 (бол.) (Д. Бойд, М. Семёнов) Брэндон Боченски — 35:47 (бол.) (Р. Савченко, Н. Доз) | 0:1 :1 1:2 :2 2:3 2:4                                  | 03:24 — Йоханнес Йоханнесен (К. Форсберг) 33:04 — Кен Андре Олимб (М. Россели Ольсен, М. Норстебе) 38:17 — Матис Олимб (К. А. Олимб, Ю. Холёс) 57:37 — Матс Цуккарелло (п.в.) (Л. Хауген) |                           | Судьи: Тимоти Майер Линус Элунд |
| |                                                        | |                           | Судьи: Тимоти Майер Линус Элунд |
| |                                                        | |                           | Судьи: Тимоти Майер Линус Элунд |
| |                                                        | |                           | Судьи: Тимоти Майер Линус Элунд |
| 18 мин                                                                                                 | Штраф                                                  | 12 мин |                           | Судьи: Тимоти Майер Линус Элунд |
| |                                                        | |                           |                                 |
| | 19                                                     | Броски | 43                        |                                 |

| 2016-05-11 16:15 | Швейцария | 5 : 4 (0:0, 3:3, 2:1) | Латвия | ВТБ Ледовый дворец, Москва Зрителей: 5692 |

| Отчёт | Отчёт                               | Отчёт | Отчёт                                       | Отчёт                                |
| --- | ----------------------------------- | --- | ------------------------------------------- | ------------------------------------ |
| |                                     | |                                             |                                      |
| | Рето Берра — 00:00-60:00            | Вратари | 00:00-59:06 — Эдгарс Масальскис 59:07-59:13 | Судьи: Тимоти Майер Максим Сидоренко |
| | Голы:                               | |                                             | Судьи: Тимоти Майер Максим Сидоренко |
| Нино Нидеррайтер — 23:33 (бол.) (С. Андригетто, Р. Диаз) Нино Нидеррайтер — 26:06 (бол.) (Ф. Дюбуа, Р. Диаз) Грегори Хофманн — 28:30 (С. Андригетто, Р. Шаппи) Свен Андригетто — 45:56 (П. Джиринг) Эрик Блум — 58:31 | 1:0 2:0 3:0 3:1 3:2 3:3 4:3 4:4 5:4 | 33:24 — Микелис Редлихс (бол.) (К. Сотниекс, О. Цибульскис) 37:23 — Микелис Редлихс (бол.) (К. Сотниекс, О. Цибульскис) 38:36 — Роналдс Кениньш 46:22 — Алексей Широков (Г. Галвиньш, К. Даугавиньш) |                                             | Судьи: Тимоти Майер Максим Сидоренко |
| |                                     | |                                             | Судьи: Тимоти Майер Максим Сидоренко |
| |                                     | |                                             | Судьи: Тимоти Майер Максим Сидоренко |
| |                                     | |                                             | Судьи: Тимоти Майер Максим Сидоренко |
| 10 мин | Штраф                               | 22 мин |                                             | Судьи: Тимоти Майер Максим Сидоренко |
| |                                     | |                                             |                                      |
| | 31                                  | Броски | 17                                          |                                      |

| 2016-05-11 20:15 | Швеция | 7 : 3 (3:1, 3:0, 1:2) | Казахстан | ВТБ Ледовый дворец, Москва Зрителей: 8729 |

| Отчёт | Отчёт                                   | Отчёт | Отчёт                                                                                  | Отчёт                                    |
| --- | --------------------------------------- | --- | -------------------------------------------------------------------------------------- | ---------------------------------------- |
| |                                         | |                                                                                        |                                          |
| | Виктор Фаст — 00:00-60:00               | Вратари | 00:00-24:25, 39:31-39:32 — Виталий Колесник 24:25-39:31, 39:32-60:00 — Павел Полуэктов | Судьи: Антонин Ержабек Константин Оленин |
| | Голы:                                   | |                                                                                        | Судьи: Антонин Ержабек Константин Оленин |
| Томаш Кундратек — 12:20 (Л. Умарк, А. Ларссон) Линус Класен — 15:11 (Г. Нюквист, А. Веннберг) Адам Ларссон — 16:15 (Д. Норман, М. Шёгрен) Густав Нюквист — 24:25 (А. Веннберг, Л. Классен) Густав Нюквист — 28:51 (Л. Умарк, Д. Эрикссон) Александер Веннберг (мен.) — 30:42 Густав Нюквист — 54:02 (Ю. Франссон, А. Веннберг) | 1:0 2:0 3:0 3:1 4:1 5:1 6:1 6:2 6:3 7:3 | 19:59 — Дастин Бойд (бол.) (Н. Доус) 46:49 — Владимир Маркелов (К. Пушкарёв, И. Соларёв) 47:57 — Роман Савченко (Е. Рымарев, П. Полуэктов) |                                                                                        | Судьи: Антонин Ержабек Константин Оленин |
| |                                         | |                                                                                        | Судьи: Антонин Ержабек Константин Оленин |
| |                                         | |                                                                                        | Судьи: Антонин Ержабек Константин Оленин |
| |                                         | |                                                                                        | Судьи: Антонин Ержабек Константин Оленин |
| 14 мин | Штраф                                   | 8 мин |                                                                                        | Судьи: Антонин Ержабек Константин Оленин |
| |                                         | |                                                                                        |                                          |
| | 46                                      | Броски | 26                                                                                     |                                          |

| 2016-05-12 16:15 | Чехия | 7 : 0 (3:0, 4:0, 0:0) | Норвегия | ВТБ Ледовый дворец, Москва Зрителей: 5124 |

| Отчёт | Отчёт                       | Отчёт   | Отчёт                                                | Отчёт                           |
| --- | --------------------------- | ------- | ---------------------------------------------------- | ------------------------------- |
| |                             |         |                                                      |                                 |
| | Доминик Фурх — 00:00-60:00  | Вратари | 00:00-28:46 — Ларс Вольден 28:46-60:00 — Ларс Хауген | Судьи: Тобиас Бьёрк Марк Виганд |
| | Голы:                       |         |                                                      | Судьи: Тобиас Бьёрк Марк Виганд |
| Роман Червенка — 05:11 (Д. Пастрняк, Т. Кундратик) Томаш Зогорна — 09:33 Роберт Коусал — 19:45 Лукаш Кашпар — 22:10 (Т. Кундратик) Радим Шимек — 28:37 (М. Бирнер) Михал Ржепик — 34:53 (Я. Ержабик, Я. Коварж) Лукаш Кашпар — 39:09 (Т. Зогорна, Д. Доудера) | 1:0 2:0 3:0 4:0 5:0 6:0 7:0 |         |                                                      | Судьи: Тобиас Бьёрк Марк Виганд |
| |                             |         |                                                      | Судьи: Тобиас Бьёрк Марк Виганд |
| |                             |         |                                                      | Судьи: Тобиас Бьёрк Марк Виганд |
| |                             |         |                                                      | Судьи: Тобиас Бьёрк Марк Виганд |
| 20 мин | Штраф                       | 12 мин  |                                                      | Судьи: Тобиас Бьёрк Марк Виганд |
| |                             |         |                                                      |                                 |
| | 33                          | Броски  | 26                                                   |                                 |

| 2016-05-12 20:15 | Россия | 10 : 1 (3:0, 4:1, 3:0) | Дания | ВТБ Ледовый дворец, Москва Зрителей: 11 022 |

| Отчёт | Отчёт                                                      | Отчёт                                     | Отчёт                       | Отчёт                           |
| --- | ---------------------------------------------------------- | ----------------------------------------- | --------------------------- | ------------------------------- |
| |                                                            |                                           |                             |                                 |
| | Сергей Бобровский — 00:00-46:40 Илья Сорокин — 46:40-60:00 | Вратари                                   | 00:00-60:00 — Симон Нильсен | Судьи: Мартин Франо Линус Элунд |
| | Голы:                                                      |                                           |                             | Судьи: Мартин Франо Линус Элунд |
| Алексей Марченко — 02:38 (Е. Дадонов, Н. Зайцев) Максим Чудинов (бол.) — 12:45 (В. Шипачёв, А. Панарин) Никита Зайцев — 13:06 (А. Бурмистров) Сергей Мозякин (бол.) — 30:43 (П. Дацюк, Р. Любимов) Сергей Мозякин — 33:42 (П. Дацюк, А. Белов) Сергей Широков — 33:52 (В. Войнов) Евгений Дадонов — 37:37 (В. Шипачёв, А. Панарин) Вадим Шипачёв (бол.) — 41:50 (Е. Дадонов, А. Панарин) Вадим Шипачёв — 44:38 (А. Панарин, Е. Дадонов) Артемий Панарин (бол.) — 55:31 (В. Войнов, В. Шипачёв) | 1:0 2:0 3:0 3:1 4:1 5:1 6:1 7:1 8:1 9:1 10:1               | 29:56 — Янник Хансен (Н. Алерс, Л. Эллер) |                             | Судьи: Мартин Франо Линус Элунд |
| |                                                            |                                           |                             | Судьи: Мартин Франо Линус Элунд |
| |                                                            |                                           |                             | Судьи: Мартин Франо Линус Элунд |
| |                                                            |                                           |                             | Судьи: Мартин Франо Линус Элунд |
| 6 мин | Штраф                                                      | 16 мин                                    |                             | Судьи: Мартин Франо Линус Элунд |
| |                                                            |                                           |                             |                                 |
| | 49                                                         | Броски                                    | 17                          |                                 |

| 2016-05-13 16:15 | Чехия | 3 : 1 (1:0, 0:0, 2:1) | Казахстан | ВТБ Ледовый дворец, Москва Зрителей: 8234 |

| Отчёт | Отчёт                        | Отчёт                                       | Отчёт                                      | Отчёт                           |
| --- | ---------------------------- | ------------------------------------------- | ------------------------------------------ | ------------------------------- |
| |                              |                                             |                                            |                                 |
| | Павел Францоуз — 00:00-60:00 | Вратари                                     | 00:00-58:33 — Виталий Колесник 58:51-60:00 | Судьи: Петер Гебеи Тимоти Майер |
| | Голы:                        |                                             |                                            | Судьи: Петер Гебеи Тимоти Майер |
| Томаш Плеканец — 06:55 (Д. Пастрняк, Р. Червенка) Томаш Плеканец — 12:45 (Д. Пастрняк) Роберт Коусал (п.в.) — 58:51 (М. Бирнер, М. Ржепик) | 1:0 2:0 2:1 3:1              | 55:30 — Найджел Доус (Д. Бойд, В. Трясунов) |                                            | Судьи: Петер Гебеи Тимоти Майер |
| |                              |                                             |                                            | Судьи: Петер Гебеи Тимоти Майер |
| |                              |                                             |                                            | Судьи: Петер Гебеи Тимоти Майер |
| |                              |                                             |                                            | Судьи: Петер Гебеи Тимоти Майер |
| 8 мин | Штраф                        | 6 мин                                       |                                            | Судьи: Петер Гебеи Тимоти Майер |
| |                              |                                             |                                            |                                 |
| | 36                           | Броски                                      | 20                                         |                                 |

| 2016-05-13 20:15 | Дания | 3 : 2 (Б) (1:1, 1:1, 0:0, 0:0, 1:0) | Латвия | ВТБ Ледовый дворец, Москва Зрителей: 7788 |

| Отчёт  | Отчёт | Отчёт  | Отчёт | Отчёт                          |
| ------ | ----- | ------ | ----- | ------------------------------ |
|        |       |        |       |                                |
|        |       |        |       | Судьи: Линус Элунд Марк Виганд |
|        |       |        |       |                                |
|        |       |        |       |                                |
|        |       |        |       |                                |
|        |       |        |       |                                |
|        |       |        |       |                                |
| 10 мин | Штраф | 33 мин |       |                                |
|        |       |        |       |                                |
|        | 36    | Броски | 32    |                                |

| 2016-05-14 12:15 | Норвегия | 2 : 3 (0:0, 0:1, 2:2) | Швеция | ВТБ Ледовый дворец, Москва Зрителей: 6221 |

| Отчёт  | Отчёт               | Отчёт  | Отчёт | Отчёт                           |
| ------ | ------------------- | ------ | ----- | ------------------------------- |
|        |                     |        |       |                                 |
|        |                     |        |       | Судьи: Петер Гебеи Тимоти Майер |
|        | Голы:               |        |       |                                 |
|        | 0:1 0:2 1:2 1:3 2:3 |        |       |                                 |
|        |                     |        |       |                                 |
|        |                     |        |       |                                 |
|        |                     |        |       |                                 |
| 12 мин | Штраф               | 10 мин |       |                                 |
|        |                     |        |       |                                 |
|        | 25                  | Броски | 35    |                                 |

| 2016-05-14 | Россия | 5 : 1 (1:0, 1:0, 3:1) | Швейцария | ВТБ Ледовый дворец, Москва Зрителей: 11 222 |

| Отчёт | Отчёт                                                                  | Отчёт                                          | Отчёт                                            | Отчёт |
| --- | ---------------------------------------------------------------------- | ---------------------------------------------- | ------------------------------------------------ | ----- |
| |                                                                        |                                                |                                                  |       |
| | Сергей Бобровский — 00:00-17:07 19:27-60:00 Илья Сорокин — 17:07-19:27 | Вратари                                        | 00:00-52:50 — Рето Берра 52:58-53:03 53:15-60:00 |       |
| | Голы:                                                                  |                                                |                                                  |       |
| Иван Телегин — 05:13 (Р. Любимов) Евгений Кузнецов — 28:40 (А. Овечкин) Иван Телегин — 48:50 (Р. Любимов) Сергей Широков — 55:20 (Н. Зайцев) Сергей Мозякин — 59:43 (П. Дацюк, С. Санников) | 1:0 2:0 3:0 4:0 4:1 5:1                                                | 58:44 — Симон Мозер (Я. Вебер, Н. Нидеррайтер) |                                                  |       |
| |                                                                        |                                                |                                                  |       |
| |                                                                        |                                                |                                                  |       |
| |                                                                        |                                                |                                                  |       |
| 6 мин | Штраф                                                                  | 26 мин                                         |                                                  |       |
| |                                                                        |                                                |                                                  |       |
| | 38                                                                     | Броски                                         | 35                                               |       |

| 2016-05-14 20:15 | Казахстан | 1 : 2 (1:0, 0:1, 0:1) | Латвия | ВТБ Ледовый дворец, Москва |

| Отчёт  | Отчёт       | Отчёт  | Отчёт | Отчёт |
| ------ | ----------- | ------ | ----- | ----- |
|        |             |        |       |       |
|        |             |        |       |       |
|        | Голы:       |        |       |       |
|        | 1:0 1:1 1:2 |        |       |       |
|        |             |        |       |       |
|        |             |        |       |       |
|        |             |        |       |       |
| 10 мин | Штраф       | 4 мин  |       |       |
|        |             |        |       |       |
|        | 20          | Броски | 38    |       |

| 2016-05-15 16:15 | Дания | 2 : 1 (Б) (0:0, 0:1, 1:0, 0:0, 1:0) | Чехия | ВТБ Ледовый дворец, Москва Зрителей: 8107 |

| Отчёт | Отчёт               | Отчёт  | Отчёт | Отчёт |
| ----- | ------------------- | ------ | ----- | ----- |
|       |                     |        |       |       |
|       |                     |        |       |       |
|       | Голы:               |        |       |       |
|       | 0:1 :1 2:1 Буллиты: |        |       |       |
|       |                     |        |       |       |
|       |                     |        |       |       |
|       |                     |        |       |       |
| 2 мин | Штраф               | 19 мин |       |       |
|       |                     |        |       |       |
|       | 21                  | Броски | 41    |       |

| 2016-05-15 20:15 | Швейцария | 2 : 3 (Б) (1:0, 0:1, 1:1, 0:0, 0:1) | Швеция | ВТБ Ледовый дворец, Москва Зрителей: 8214 |

| (недоступная ссылка) Отчёт | (недоступная ссылка) Отчёт   | (недоступная ссылка) Отчёт | (недоступная ссылка) Отчёт | (недоступная ссылка) Отчёт |
| -------------------------- | ---------------------------- | -------------------------- | -------------------------- | -------------------------- |
|                            |                              |                            |                            |                            |
|                            |                              |                            |                            |                            |
|                            | Голы:                        |                            |                            |                            |
|                            | 1:0 1:1 2:1 2:2 2:3 Буллиты: |                            |                            |                            |
|                            |                              |                            |                            |                            |
|                            |                              |                            |                            |                            |
|                            |                              |                            |                            |                            |
| 18 мин                     | Штраф                        | 16 мин                     |                            |                            |
|                            |                              |                            |                            |                            |
|                            | 29                           | Броски                     | 36                         |                            |

| 2016-05-16 16:15 | Россия | 3 : 0 (0:0, 2:0, 1:0) | Норвегия | ВТБ Ледовый дворец, Москва |

| Отчёт | Отчёт                      | Отчёт   | Отчёт                        | Отчёт |
| --- | -------------------------- | ------- | ---------------------------- | ----- |
| |                            |         |                              |       |
| | Илья Сорокин — 00:00-60:00 | Вратари | 00:00-60:00 — Стеффен Сёберг |       |
| | Голы:                      |         |                              |       |
| Иван Телегин — 22:09 (Д. Орлов, С. Калинин) Артемий Панарин — 37:52 (В. Шипачёв) Роман Любимов — 42:31 (А. Емелин, Д. Орлов) | 1:0 2:0 3:0                |         |                              |       |
| |                            |         |                              |       |
| |                            |         |                              |       |
| |                            |         |                              |       |
| |                            |         |                              |       |
| |                            |         |                              |       |

| 2016-05-16 20:15 | Дания | 4 : 1 (3:0, 1:1, 0:0) | Казахстан | ВТБ Ледовый дворец, Москва |

| Отчёт | Отчёт               | Отчёт | Отчёт | Отчёт |
| ----- | ------------------- | ----- | ----- | ----- |
|       |                     |       |       |       |
|       |                     |       |       |       |
|       | Голы:               |       |       |       |
|       | 1:0 2:0 3:0 3:1 4:1 |       |       |       |
|       |                     |       |       |       |
|       |                     |       |       |       |
|       |                     |       |       |       |
|       |                     |       |       |       |
|       |                     |       |       |       |

| 2016-05-17 12:15 | Чехия | 5 : 4 (1:1, 1:0, 3:3) | Швейцария | ВТБ Ледовый дворец, Москва |

| Отчёт | Отчёт                              | Отчёт   | Отчёт                    | Отчёт                               |
| ----- | ---------------------------------- | ------- | ------------------------ | ----------------------------------- |
|       |                                    |         |                          |                                     |
|       | Павел Францоуз — 00:00-60:00       | Вратари | 00:00-60:00 — Рето Берра | Судьи: Даниэль Пехачек Тобиас Бьёрк |
|       | Голы:                              |         |                          | Судьи: Даниэль Пехачек Тобиас Бьёрк |
|       | 0:1 :1 2:1 3:1 3:2 4:2 5:2 5:3 5:4 |         |                          | Судьи: Даниэль Пехачек Тобиас Бьёрк |
|       |                                    |         |                          | Судьи: Даниэль Пехачек Тобиас Бьёрк |
|       |                                    |         |                          | Судьи: Даниэль Пехачек Тобиас Бьёрк |
|       |                                    |         |                          | Судьи: Даниэль Пехачек Тобиас Бьёрк |
| 6 мин | Штраф                              | 8 мин   |                          | Судьи: Даниэль Пехачек Тобиас Бьёрк |
|       |                                    |         |                          |                                     |
|       | 31                                 | Броски  | 23                       |                                     |

| 2016-05-17 16:15 | Латвия | 1 : 3 (1:1, 0:2, 0:0) | Норвегия | ВТБ Ледовый дворец, Москва |

| Отчёт | Отчёт           | Отчёт  | Отчёт | Отчёт                           |
| ----- | --------------- | ------ | ----- | ------------------------------- |
|       |                 |        |       |                                 |
|       |                 |        |       | Судьи: Тимоти Майер Петер Гебей |
|       | Голы:           |        |       |                                 |
|       | 1:0 1:1 1:2 1:3 |        |       |                                 |
|       |                 |        |       |                                 |
|       |                 |        |       |                                 |
|       |                 |        |       |                                 |
| 6 мин | Штраф           | 26 мин |       |                                 |
|       |                 |        |       |                                 |
|       | 24              | Броски | 26    |                                 |

| 2016-05-17 20:15 | Россия | 4 : 1 (2:0, 2:0, 0:1) | Швеция | ВТБ Ледовый дворец, Москва |

| Отчёт | Отчёт                           | Отчёт                                                    | Отчёт                        | Отчёт                             |
| --- | ------------------------------- | -------------------------------------------------------- | ---------------------------- | --------------------------------- |
| |                                 |                                                          |                              |                                   |
| | Сергей Бобровский — 00:00-60:00 | Вратари                                                  | 00:00-60:00 — Якоб Маркстрём | Судьи: Йожеф Кубуш Алекси Рантала |
| | Голы:                           |                                                          |                              | Судьи: Йожеф Кубуш Алекси Рантала |
| Евгений Дадонов — 14:43 (А. Панарин, В. Шипачёв) Артемий Панарин — 17:52 (В. Шипачёв, А. Марченко) Павел Дацюк — 21:34 (Н. Зайцев) Роман Любимов — 29:40 (С. Мозякин, П. Дацюк) | 1:0 2:0 3:0 4:0 4:1             | 41:06 — Маттиас Экхольм (бол.) (А. Ларссон, А. Веннберг) |                              | Судьи: Йожеф Кубуш Алекси Рантала |
| |                                 |                                                          |                              | Судьи: Йожеф Кубуш Алекси Рантала |
| |                                 |                                                          |                              | Судьи: Йожеф Кубуш Алекси Рантала |
| |                                 |                                                          |                              | Судьи: Йожеф Кубуш Алекси Рантала |
| 4 мин | Штраф                           | 8 мин                                                    |                              | Судьи: Йожеф Кубуш Алекси Рантала |
| |                                 |                                                          |                              |                                   |
| | 40                              | Броски                                                   | 37                           |                                   |

### Группа B (Санкт-Петербург)

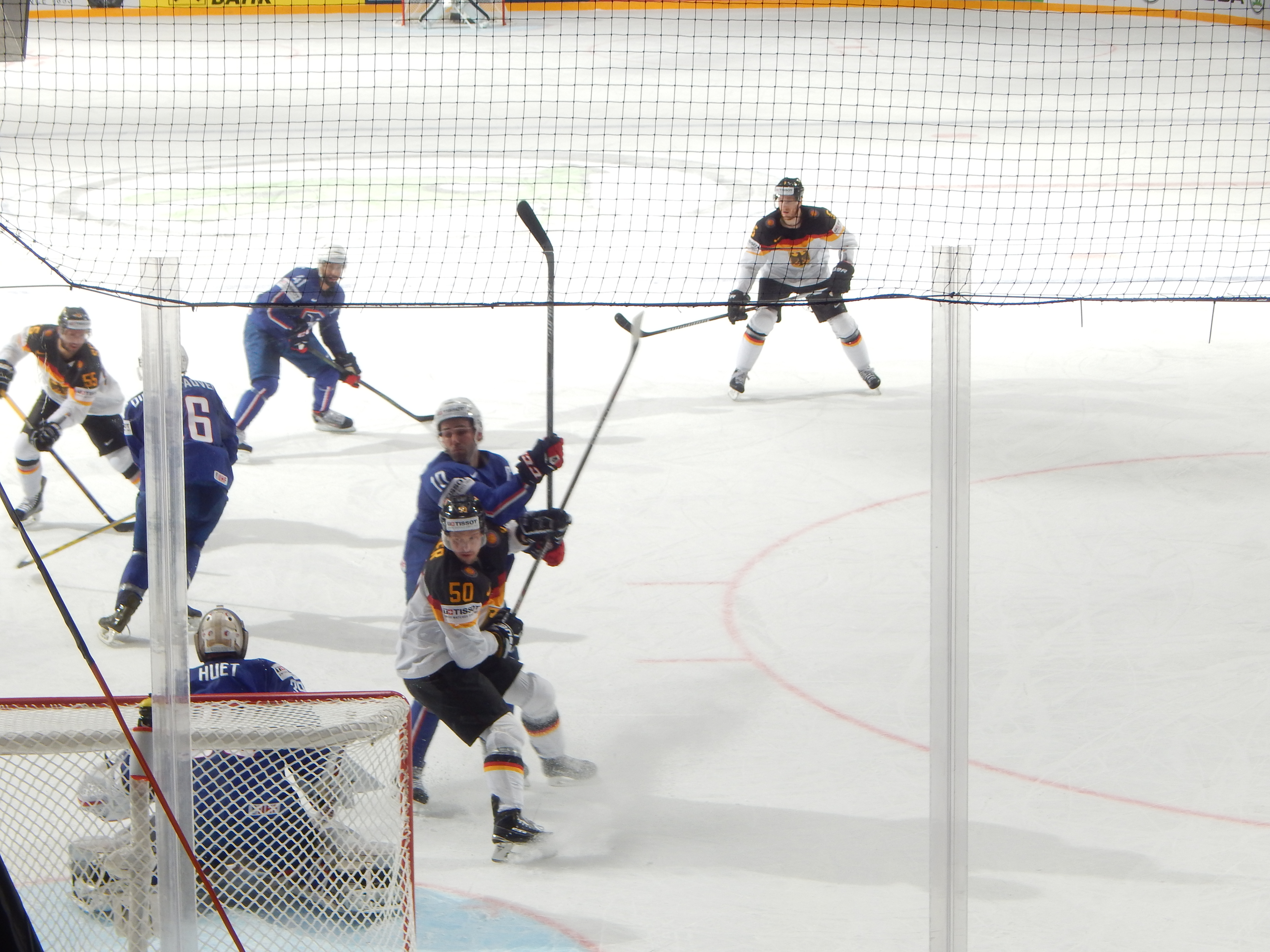
Немецкий хоккеист Феликс Шютц выводит свою сборную вперёд в матче против сборной Франции

| М | Сборная   | И | В | ВО/ВБ | ПО/ПБ | П | ШЗ | ШП | РШ  | О  |
| - | --------- | - | - | ----- | ----- | - | -- | -- | --- | -- |
| 1 | Финляндия | 7 | 7 | 0     | 0     | 0 | 29 | 6  | +23 | 21 |
| 2 | Канада    | 7 | 6 | 0     | 0     | 1 | 34 | 8  | +26 | 18 |
| 3 | Германия  | 7 | 4 | 0     | 1     | 2 | 22 | 20 | +2  | 13 |
| 4 | США       | 7 | 3 | 0     | 1     | 3 | 22 | 18 | +4  | 10 |
| 5 | Словакия  | 7 | 2 | 1     | 0     | 4 | 15 | 23 | -8  | 8  |
| 6 | Беларусь  | 7 | 2 | 0     | 0     | 5 | 16 | 32 | -16 | 6  |
| 7 | Франция   | 7 | 1 | 1     | 0     | 5 | 11 | 23 | -12 | 5  |
| 8 | Венгрия   | 7 | 1 | 0     | 0     | 6 | 12 | 31 | -19 | 3  |

| 2016-05-6 16:15 | США | 1 : 5 (1:2, 0:1, 0:2) | Канада | Юбилейный, Санкт-Петербург Зрителей: 5236 |

| Отчёт                                                 | Отчёт                     | Отчёт | Отчёт                    | Отчёт                           |
| ----------------------------------------------------- | ------------------------- | --- | ------------------------ | ------------------------------- |
|                                                       |                           | |                          |                                 |
|                                                       | Кит Кинкейд — 00:00-60:00 | Вратари | 00:00-60:00 — Кэм Тэлбот | Судьи: Тобиас Бьёрк Марк Виганд |
|                                                       | Голы:                     | |                          | Судьи: Тобиас Бьёрк Марк Виганд |
| Патрик Марун (бол.) — 04:54 (К. Коннор, Д. Ворсофски) | 1:0 1:1 1:2 1:3 1:4 1:5   | 05:25 — Тэйлор Холл (Д. Брассар, К. Перри) 08:48 — Брендан Галлахер (Р. О'Райли) 31:37 — Мэтт Дюшен (К. Сиси, Р. Мюррей) 45:54 — Бун Дженнер (Р. О'Райли) 51:16 — Брэд Маршан (мен.) (М. Дюшен) |                          | Судьи: Тобиас Бьёрк Марк Виганд |
|                                                       |                           | |                          | Судьи: Тобиас Бьёрк Марк Виганд |
|                                                       |                           | |                          | Судьи: Тобиас Бьёрк Марк Виганд |
|                                                       |                           | |                          | Судьи: Тобиас Бьёрк Марк Виганд |
| 10 мин                                                | Штраф                     | 6 мин |                          | Судьи: Тобиас Бьёрк Марк Виганд |
|                                                       |                           | |                          |                                 |
|                                                       | 28                        | Броски | 24                       |                                 |

| 2016-05-6 20:15 | Финляндия | 6 : 2 (0:0, 4:1, 2:1) | Беларусь | Юбилейный, Санкт-Петербург Зрителей: 4877 |

| Отчёт | Отчёт                           | Отчёт                                                                                         | Отчёт                        | Отчёт                           |
| --- | ------------------------------- | --------------------------------------------------------------------------------------------- | ---------------------------- | ------------------------------- |
| |                                 |                                                                                               |                              |                                 |
| | Микко Коскинен— 00:00-60:00     | Вратари                                                                                       | 00:00-60:00 — Виталий Коваль | Судьи: Мартин Франо Петер Гебеи |
| | Голы:                           |                                                                                               |                              | Судьи: Мартин Франо Петер Гебеи |
| Патрик Лайне — 21:45 (А. Барков) Микко Койву — 32:28 (М. Гранлунд, Э. Линделл) Патрик Лайне (бол.) — 38:36 (М. Койву, Ю. Йокинен) Микаэль Гранлунд (бол.) — 39:56 (П. Лайне, А. Барков) Антти Пильстрём — 42:59 (Т. Пулккинен) Микаэль Гранлунд — 47:51 (А. Салмела, С. Ахо) | 1:0 2:0 2:1 3:1 4:1 5:1 6:1 6:2 | 37:55 — Андрей Стась (мен.) (А. Павлович) 51:01 — Алексей Калюжный (А. Костицын, С. Костицын) |                              | Судьи: Мартин Франо Петер Гебеи |
| |                                 |                                                                                               |                              | Судьи: Мартин Франо Петер Гебеи |
| |                                 |                                                                                               |                              | Судьи: Мартин Франо Петер Гебеи |
| |                                 |                                                                                               |                              | Судьи: Мартин Франо Петер Гебеи |
| 8 мин | Штраф                           | 8 мин                                                                                         |                              | Судьи: Мартин Франо Петер Гебеи |
| |                                 |                                                                                               |                              |                                 |
| | 30                              | Броски                                                                                        | 16                           |                                 |

| 2016-05-7 12:15 | Словакия | 4 : 1 (2:1, 1:0, 1:0) | Венгрия | Юбилейный, Санкт-Петербург Зрителей: 2830 |

| Отчёт | Отчёт                          | Отчёт                                               | Отчёт                                  | Отчёт                           |
| --- | ------------------------------ | --------------------------------------------------- | -------------------------------------- | ------------------------------- |
| |                                |                                                     |                                        |                                 |
| | Бранислав Конрад — 00:00-60:00 | Вратари                                             | 00:00-57:15 — Миклош Райна 57:43-58:27 | Судьи: Тимоти Майер Марк Виганд |
| | Голы:                          |                                                     |                                        | Судьи: Тимоти Майер Марк Виганд |
| Томаш Марсинко — 07:07 (Д. Граняк, В. Дравецки) Томаш Юрчо — 17:43 (А. Секера, М. Маринчин) Андрей Секера — 35:09 (Т. Юрчо, М. Маринчин) Патрик Лушняк (п.в.) — 57:43 (Т. Грнка, И. Шварны) | 1:0 1:1 2:1 3:1 4:1            | 13:30 — Фрэнк Бэнхэм (бол.) (В. Галло, И. Барталиш) |                                        | Судьи: Тимоти Майер Марк Виганд |
| |                                |                                                     |                                        | Судьи: Тимоти Майер Марк Виганд |
| |                                |                                                     |                                        | Судьи: Тимоти Майер Марк Виганд |
| |                                |                                                     |                                        | Судьи: Тимоти Майер Марк Виганд |
| 10 мин | Штраф                          | 6 мин                                               |                                        | Судьи: Тимоти Майер Марк Виганд |
| |                                |                                                     |                                        |                                 |
| | 28                             | Броски                                              | 21                                     |                                 |

| 2016-05-7 16:15 | Франция | 3 : 2 (Б) (1:0, 1:2, 0:0, 0:0, 1:0) | Германия | Юбилейный, Санкт-Петербург Зрителей: 3750 |

| Отчёт | Отчёт                       | Отчёт | Отчёт                        | Отчёт                               |
| --- | --------------------------- | --- | ---------------------------- | ----------------------------------- |
| |                             | |                              |                                     |
| | Кристобаль Юэ — 00:00-65:00 | Вратари | 00:00-65:00 — Тимо Пильмайер | Судьи: Мартин Франо Антонин Ержабек |
| | Голы:                       | |                              | Судьи: Мартин Франо Антонин Ержабек |
| Дамьен Ро — 03:38 (Д. Перре, Л. Мёнье) Валентин Клеро — 39:10 (Г. Берон, Ф. Шакиашвили) Дамьен Флёри (поб. бул.) — 65:00 Жюльен Дезросье Дамьен Флёри | 1:0 1:1 1:2 :2 3:2 Буллиты: | 20:26 — Тобиас Ридер (бол.) (Ф. Гогулла, Ф. Шульц) 36:50 — Феликс Шульц (Ф. Гогулла, П. Хагер) Леон Драйзайтль Тобиас Ридер Марцел Гоч |                              | Судьи: Мартин Франо Антонин Ержабек |
| |                             | |                              | Судьи: Мартин Франо Антонин Ержабек |
| |                             | |                              | Судьи: Мартин Франо Антонин Ержабек |
| |                             | |                              | Судьи: Мартин Франо Антонин Ержабек |
| 14 мин | Штраф                       | 8 мин |                              | Судьи: Мартин Франо Антонин Ержабек |
| |                             | |                              |                                     |
| | 23                          | Броски | 29                           |                                     |

| 2016-05-7 20:15 | Беларусь | 3 : 6 (0:2, 2:3, 1:1) | США | Юбилейный, Санкт-Петербург Зрителей: 3762 |

| Отчёт | Отчёт                               | Отчёт | Отчёт                     | Отчёт                                |
| --- | ----------------------------------- | --- | ------------------------- | ------------------------------------ |
| |                                     | |                           |                                      |
| | Кевин Лаланд — 00:00-60:00          | Вратари | 00:00-60:00 — Майк Кондон | Судьи: Линус Элунд Константин Оленин |
| | Голы:                               | |                           | Судьи: Линус Элунд Константин Оленин |
| Джефф Платт (бол.) — 27:10 (А. Степанов, Ш. Лингле) Андрей Стась — 38:12 Дмитрий Коробов (бол.) — 49:28 (С. Костицын, А. Степанов) | 0:1 0:2 0:3 1:3 1:4 1:5 2:5 3:5 3:6 | 09:58 — Майлс Вуд (Ф. Ватрано, В. Хиностроза) 13:38 — Крис Уайдман (бол.) (О. Мэттьюс, Д. Ларкин) 22:13 — Дилан Ларкин (бол.) (Д. Шрёдер) 28:09 — Ноа Ханифин (В. Хиностроза, Т. Мотт) 34:25 — Остон Мэттьюс (бол.) (К. Коннор, Н. Ханифин) 54:40 — Остон Мэттьюс (Ф. Ватрано, К. Уайдман) |                           | Судьи: Линус Элунд Константин Оленин |
| |                                     | |                           | Судьи: Линус Элунд Константин Оленин |
| |                                     | |                           | Судьи: Линус Элунд Константин Оленин |
| |                                     | |                           | Судьи: Линус Элунд Константин Оленин |
| 41 мин | Штраф                               | 18 мин |                           | Судьи: Линус Элунд Константин Оленин |
| |                                     | |                           |                                      |
| | 23                                  | Броски | 33                        |                                      |

| 2016-05-8 12:15 | Венгрия | 1 : 7 (1:2, 0:4, 0:1) | Канада | Юбилейный, Санкт-Петербург Зрителей: 3825 |

| Отчёт                   | Отчёт                                               | Отчёт | Отчёт                       | Отчёт                              |
| ----------------------- | --------------------------------------------------- | --- | --------------------------- | ---------------------------------- |
|                         |                                                     | |                             |                                    |
|                         | Золтан Хетеньи — 00:00-32:45 Адам Вай — 32:45-60:00 | Вратари | 00:00-60:00 — Кэлвин Пикард | Судьи: Антонин Ержабек Линус Элунд |
|                         | Голы:                                               | |                             | Судьи: Антонин Ержабек Линус Элунд |
| Иштван Барталиш — 18:14 | 0:1 0:2 1:2 1:3 1:4 1:5 1:6 1:7                     | 05:54 — Марк Шайфли (бол.) (М. Стоун, К. Макдэвид) 10:04 — Кори Перри (Т. Холл, Д. Брассар) 27:12 — Марк Стоун (К. Сиси, С. Райнхарт) 29:05 — Брэд Маршан (К. Макдэвид, М. Мэтсон) 31:36 — Дерик Брассар (К. Танев, М. Райли) 32:45 — Майкл Мэтсон (Б. Хаттон, М. Шайфли) 44:35 — Тэйлор Холл (М. Мэтсон) |                             | Судьи: Антонин Ержабек Линус Элунд |
|                         |                                                     | |                             | Судьи: Антонин Ержабек Линус Элунд |
|                         |                                                     | |                             | Судьи: Антонин Ержабек Линус Элунд |
|                         |                                                     | |                             | Судьи: Антонин Ержабек Линус Элунд |
| 12 мин                  | Штраф                                               | 6 мин |                             | Судьи: Антонин Ержабек Линус Элунд |
|                         |                                                     | |                             |                                    |
|                         | 22                                                  | Броски | 36                          |                                    |

| 2016-05-8 16:15 | Финляндия | 5 : 1 (2:0, 2:1, 1:0) | Германия | Юбилейный, Санкт-Петербург Зрителей: 4409 |

| Отчёт | Отчёт                        | Отчёт                                                | Отчёт                        | Отчёт                                 |
| --- | ---------------------------- | ---------------------------------------------------- | ---------------------------- | ------------------------------------- |
| |                              |                                                      |                              |                                       |
| | Микко Коскинен — 00:00-60:00 | Вратари                                              | 00:00-60:00 — Тимо Пильмайер | Судьи: Тимоти Майер Константин Оленин |
| | Голы:                        |                                                      |                              | Судьи: Тимоти Майер Константин Оленин |
| Патрик Лайне (бол.) — 06:22 (Ю. Хиетанен, Ю. Йокинен) Лео Комаров (бол.)— 09:08 (Ю. Йокинен, П. Лайне) Себастьян Ахо — 29:53 (М. Гранлунд, В. Покка) Ярно Коскиранта — 37:50 (М. Пюёряля, Л. Комаров) Патрик Лайне (бол.) — 59:57 (М. Койву, М. Гранлунд) | 1:0 2:0 3:0 4:0 4:1 5:1      | 38:42 — Брукс Мачек (бол.) (Л. Драйзайтль, Д. Кахун) |                              | Судьи: Тимоти Майер Константин Оленин |
| |                              |                                                      |                              | Судьи: Тимоти Майер Константин Оленин |
| |                              |                                                      |                              | Судьи: Тимоти Майер Константин Оленин |
| |                              |                                                      |                              | Судьи: Тимоти Майер Константин Оленин |
| 12 мин | Штраф                        | 28 мин                                               |                              | Судьи: Тимоти Майер Константин Оленин |
| |                              |                                                      |                              |                                       |
| | 22                           | Броски                                               | 17                           |                                       |

| 2016-05-8 20:15 | Франция | 1 : 5 (1:2, 0:2, 0:1) | Словакия | Юбилейный, Санкт-Петербург Зрителей: 3850 |

| Отчёт                            | Отчёт                                                   | Отчёт | Отчёт                       | Отчёт                           |
| -------------------------------- | ------------------------------------------------------- | --- | --------------------------- | ------------------------------- |
|                                  |                                                         | |                             |                                 |
|                                  | Кристобаль Юэ — 00:00-40:00 Флориан Харди — 40:00-60:00 | Вратари | 00:00-60:00 — Юлиус Гудачек | Судьи: Тобиас Бьёрк Петер Гебеи |
|                                  | Голы:                                                   | |                             | Судьи: Тобиас Бьёрк Петер Гебеи |
| Джордан Перре — 01:09 (Г. Берон) | 1:0 1:1 1:2 1:3 1:4 1:5                                 | 03:55 — Андрей Секера (Л. Гудачек, М. Веденски) 13:55 — Доминик Граняк (В. Дравецки, П. Лушняк) 34:52 — Мартин Бакош (бол.) (А. Месзарош, М. Серсен) 35:40 — Либор Гудачек (Т. Юрчо, М. Веденски) 57:55 — Кристиан Ярош (М. Веденски, Т. Юрчо) |                             | Судьи: Тобиас Бьёрк Петер Гебеи |
|                                  |                                                         | |                             | Судьи: Тобиас Бьёрк Петер Гебеи |
|                                  |                                                         | |                             | Судьи: Тобиас Бьёрк Петер Гебеи |
|                                  |                                                         | |                             | Судьи: Тобиас Бьёрк Петер Гебеи |
| 10 мин                           | Штраф                                                   | 10 мин |                             | Судьи: Тобиас Бьёрк Петер Гебеи |
|                                  |                                                         | |                             |                                 |
|                                  | 25                                                      | Броски | 22                          |                                 |

| 2016-05-9 16:15 | Беларусь | 0 : 8 (0:1, 0:4, 0:3) | Канада | Юбилейный, Санкт-Петербург Зрителей: 4536 |

| Отчёт  | Отчёт                                                      | Отчёт | Отчёт                    | Отчёт                          |
| ------ | ---------------------------------------------------------- | --- | ------------------------ | ------------------------------ |
|        |                                                            | |                          |                                |
|        | Кевин Лаланд — 00:00-31:39 Дмитрий Мильчаков — 31:39-60:00 | Вратари | 00:00-60:00 — Кэм Тэлбот | Судьи: Петер Гебеи Марк Виганд |
|        | Голы:                                                      | |                          | Судьи: Петер Гебеи Марк Виганд |
|        | 0:1 0:2 0:3 0:4 0:5 0:6 0:7 0:8                            | 16:26 — Дерик Брассар (бол.) (К. Перри, М. Дюшен) 21:03 — Кори Перри (Р. Мюррей) 23:58 — Райан О'Райли (мен.) (Б. Дженнер, К. Сиси) 31:19 — Мэтт Дюшен (бол.) (Д. Брассар, К. Сиси) 31:39 — Тэйлор Холл (К. Макдэвид) 41:26 — Райан О’Райли (М. Дюшен, М. Шейфли) 49:17 — Марк Стоун (М. Шейфли) 53:52 — Майкл Мэтсон (бол.) (Б. Галлагер, К. Макдэвид) |                          | Судьи: Петер Гебеи Марк Виганд |
|        |                                                            | |                          | Судьи: Петер Гебеи Марк Виганд |
|        |                                                            | |                          | Судьи: Петер Гебеи Марк Виганд |
|        |                                                            | |                          | Судьи: Петер Гебеи Марк Виганд |
| 10 мин | Штраф                                                      | 6 мин |                          | Судьи: Петер Гебеи Марк Виганд |
|        |                                                            | |                          |                                |
|        | 13                                                         | Броски | 40                       |                                |

| 2016-05-9 20:15 | Финляндия | 3 : 2 (2:1, 0:0, 1:1) | США | Юбилейный, Санкт-Петербург Зрителей: 4830 |

| Отчёт | Отчёт                        | Отчёт                                                                         | Отчёт                     | Отчёт                            |
| --- | ---------------------------- | ----------------------------------------------------------------------------- | ------------------------- | -------------------------------- |
| |                              |                                                                               |                           |                                  |
| | Микко Коскинен — 00:00-60:00 | Вратари                                                                       | 00:00-58:48 — Майк Кондон | Судьи: Тобиас Бьёрк Мартин Франо |
| | Голы:                        |                                                                               |                           | Судьи: Тобиас Бьёрк Мартин Франо |
| Микко Койву — 09:16 (М. Гранлунд, С. Ахо) Антти Пильстрём — 12:04 (Т. Пулккинен, Т. Саллинен) Лео Комаров (бол.) — 44:16 (А. Барков, Ю. Йокинен) | 1:0 2:0 2:1 2:2 3:2          | 13:45 — Франк Ватрано (О. Мэттьюс) 40:53 — Коннор Мёрфи (П. Марун, Д. Ларкин) |                           | Судьи: Тобиас Бьёрк Мартин Франо |
| |                              |                                                                               |                           | Судьи: Тобиас Бьёрк Мартин Франо |
| |                              |                                                                               |                           | Судьи: Тобиас Бьёрк Мартин Франо |
| |                              |                                                                               |                           | Судьи: Тобиас Бьёрк Мартин Франо |
| 6 мин | Штраф                        | 8 мин                                                                         |                           | Судьи: Тобиас Бьёрк Мартин Франо |
| |                              |                                                                               |                           |                                  |
| | 22                           | Броски                                                                        | 18                        |                                  |

| 2016-05-10 16:15 | Словакия | 1 : 5 (1:0, 0:3, 0:2) | Германия | Юбилейный, Санкт-Петербург Зрителей: 3715 |

| Отчёт  | Отчёт                   | Отчёт  | Отчёт | Отчёт |
| ------ | ----------------------- | ------ | ----- | ----- |
|        |                         |        |       |       |
|        |                         |        |       |       |
|        | Голы:                   |        |       |       |
|        | 1:0 1:1 1:2 1:3 1:4 1:5 |        |       |       |
|        |                         |        |       |       |
|        |                         |        |       |       |
|        |                         |        |       |       |
| 10 мин | Штраф                   | 12 мин |       |       |
|        |                         |        |       |       |
|        | 28                      | Броски | 28    |       |

| 2016-05-10 20:15 | Венгрия | 2 : 6 (1:3, 0:1, 1:2) | Франция | Юбилейный, Санкт-Петербург Зрителей: 3340 |

| Отчёт  | Отчёт                           | Отчёт  | Отчёт | Отчёт |
| ------ | ------------------------------- | ------ | ----- | ----- |
|        |                                 |        |       |       |
|        |                                 |        |       |       |
|        | Голы:                           |        |       |       |
|        | 0:1 1:1 1:2 1:3 1:4 2:4 2:5 2:6 |        |       |       |
|        |                                 |        |       |       |
|        |                                 |        |       |       |
|        |                                 |        |       |       |
| 12 мин | Штраф                           | 10 мин |       |       |
|        |                                 |        |       |       |
|        | 24                              | Броски | 21    |       |

| 2016-05-11 16:15 | Словакия | 2 : 4 (0:0, 2:0, 0:4) | Беларусь | Юбилейный, Санкт-Петербург Зрителей: 3172 |

| Отчёт                                                                                      | Отчёт                                    | Отчёт | Отчёт                        | Отчёт                              |
| ------------------------------------------------------------------------------------------ | ---------------------------------------- | --- | ---------------------------- | ---------------------------------- |
|                                                                                            |                                          | |                              |                                    |
|                                                                                            | Юлиус Гудачек — 00:00-58:30, 59:59-60:00 | Вратари | 00:00-60:00 — Виталий Коваль | Судьи: Роман Гофман Алекси Рантала |
|                                                                                            | Голы:                                    | |                              | Судьи: Роман Гофман Алекси Рантала |
| Андрей Секера (бол.) — 20:47 (M. Ревай, М. Дано) Томаш Юрчо — 36:26 (Ю. Микуш, Л. Гудачек) | 1:0 2:0 2:1 2:2 2:3 2:4                  | 42:22 — Кирилл Готовец (Е. Лисовец) 48:34 — Артур Гаврус (К. Готовец, Е. Ковыршин) 54:42 — Андрей Степанов (Е. Лисовец) 57:16 — Шарль Лингле (Д. Платт, Е. Лисовец) |                              | Судьи: Роман Гофман Алекси Рантала |
|                                                                                            |                                          | |                              | Судьи: Роман Гофман Алекси Рантала |
|                                                                                            |                                          | |                              | Судьи: Роман Гофман Алекси Рантала |
|                                                                                            |                                          | |                              | Судьи: Роман Гофман Алекси Рантала |
| 12 мин                                                                                     | Штраф                                    | 14 мин |                              | Судьи: Роман Гофман Алекси Рантала |
|                                                                                            |                                          | |                              |                                    |
|                                                                                            | 26                                       | Броски | 20                           |                                    |

| 2016-05-11 20:15 | Финляндия | 3 : 0 (0:0, 1:0, 2:0) | Венгрия | Юбилейный, Санкт-Петербург Зрителей: 3794 |

| Отчёт | Отчёт                    | Отчёт   | Отчёт                  | Отчёт |
| --- | ------------------------ | ------- | ---------------------- | ----- |
| |                          |         |                        |       |
| | Юусе Сарос — 00:00-60:00 | Вратари | 00:00-60:00 — Адам Ваи |       |
| | Голы:                    |         |                        |       |
| Атте Охтамаа — 36:22 (Л. Комаров) Микко Койву — 49:27 (М. Гранлунд, Л. Комаров) Александр Барков (бол.) — 56:04 (П. Лайне, Ю. Йокинен) | 1:0 2:0 3:0              |         |                        |       |
| |                          |         |                        |       |
| |                          |         |                        |       |
| |                          |         |                        |       |
| 2 мин | Штраф                    | 14 мин  |                        |       |
| |                          |         |                        |       |
| | 51                       | Броски  | 13                     |       |

| 2016-05-12 16:15 | США | 4 : 0 (0:0, 3:0, 1:0) | Франция | Юбилейный, Санкт-Петербург Зрителей: 4287 |

| Отчёт  | Отчёт           | Отчёт  | Отчёт | Отчёт |
| ------ | --------------- | ------ | ----- | ----- |
|        |                 |        |       |       |
|        |                 |        |       |       |
|        | Голы:           |        |       |       |
|        | 1:0 2:0 3:0 4:0 |        |       |       |
|        |                 |        |       |       |
|        |                 |        |       |       |
|        |                 |        |       |       |
| 12 мин | Штраф           | 8 мин  |       |       |
|        |                 |        |       |       |
|        | 31              | Броски | 19    |       |

| 2016-05-12 20:15 | Канада | 5 : 2 (1:0, 1:2, 3:0) | Германия | Юбилейный, Санкт-Петербург Зрителей: 5369 |

| Отчёт | Отчёт                       | Отчёт   | Отчёт | Отчёт |
| ----- | --------------------------- | ------- | ----- | ----- |
|       |                             |         |       |       |
|       | Кэм Тэлбот — 00:00-60:00    | Вратари |       |       |
|       | Голы:                       |         |       |       |
|       | 1:0 2:0 2:1 2:2 3:2 4:2 5:2 |         |       |       |
|       |                             |         |       |       |
|       |                             |         |       |       |
|       |                             |         |       |       |
| 8 мин | Штраф                       | 6 мин   |       |       |
|       |                             |         |       |       |
|       | 22                          | Броски  | 19    |       |

| 2016-05-13 16:15 | США | 5 : 1 (0:0, 3:0, 2:1) | Венгрия | Юбилейный, Санкт-Петербург Зрителей: 3598 |

| Отчёт | Отчёт                     | Отчёт                                                 | Отчёт                  | Отчёт |
| --- | ------------------------- | ----------------------------------------------------- | ---------------------- | ----- |
| |                           |                                                       |                        |       |
| | Кит Кинкейд — 00:00-60:00 | Вратари                                               | 00:00-60:00 — Адам Ваи |       |
| | Голы:                     |                                                       |                        |       |
| Ник Фолиньо (бол.) — 24:37 (К. Уайдман, Н. Ханифин) Винсент Хиностроза — 24:55 (Г. Фэшинг) Дилан Ларкин — 34:12 (Д. Маккейб, К. Мёрфи) Ник Фолиньо — 52:07 Коннор Мёрфи — 55:20 (Н. Фолиньо, П. Марун) | 1:0 2:0 3:0 4:0 5:0 5:1   | 57:59 — Ишван Шофрон (бол.) (И. Барталиш, Э. Сарауэр) |                        |       |
| |                           |                                                       |                        |       |
| |                           |                                                       |                        |       |
| |                           |                                                       |                        |       |
| 8 мин | Штраф                     | 10 мин                                                |                        |       |
| |                           |                                                       |                        |       |
| | 37                        | Броски                                                | 8                      |       |

| 2016-05-13 20:15 | Германия | 5 : 2 (3:0, 1:1, 1:1) | Беларусь | Юбилейный, Санкт-Петербург Зрителей: 5275 |

| Отчёт | Отчёт                       | Отчёт                                                                                              | Отчёт                        | Отчёт                                  |
| --- | --------------------------- | -------------------------------------------------------------------------------------------------- | ---------------------------- | -------------------------------------- |
| |                             | |                              |                                        |
| | Томас Грайсс — 00:00-60:00  | Вратари                                                                                            | 00:00-59:36 — Виталий Коваль | Судьи: Стефан Фонселиус Бретт Айверсон |
| | Голы:                       | |                              | Судьи: Стефан Фонселиус Бретт Айверсон |
| Патрик Раймер — 04:26 (М. Мюллер) Леон Драйзайтль — 05:44 (M. Небельс, Б. Мачек) Феликс Шюц — 10:47(бол.) (Ф. Гогулла, П. Хагер) Брукс Мачек — 34:23 (Д. Ройль, M. Небельс) Филип Гогулла — 59:51(п.в.) (Д. Бойл) | 1:0 2:0 3:0 3:1 4:1 4:2 5:2 | 28:08 — Андрей Степанов (бол.) (В. Коваль, Ш. Лингле) 49:14 — Андрей Стась (Е. Лисовец, В. Коваль) |                              | Судьи: Стефан Фонселиус Бретт Айверсон |
| |                             | |                              | Судьи: Стефан Фонселиус Бретт Айверсон |
| |                             | |                              | Судьи: Стефан Фонселиус Бретт Айверсон |
| |                             | |                              | Судьи: Стефан Фонселиус Бретт Айверсон |
| 8 мин | Штраф                       | 4 мин                                                                                              |                              | Судьи: Стефан Фонселиус Бретт Айверсон |
| |                             | |                              |                                        |
| | 19                          | Броски                                                                                             | 18                           |                                        |

| 2016-05-14 12:15 | Франция | 1 : 3 (0:0, 0:3, 1:0) | Финляндия | Юбилейный, Санкт-Петербург Зрителей: 4278 |

| Отчёт                                                   | Отчёт                                                   | Отчёт | Отчёт                        | Отчёт |
| ------------------------------------------------------- | ------------------------------------------------------- | --- | ---------------------------- | ----- |
|                                                         |                                                         | |                              |       |
|                                                         | Кристобаль Юэ — 00:00-50:44 Флориан Харди — 50:44-59:45 | Вратари | 00:00-60:00 — Микко Коскинен |       |
|                                                         | Голы:                                                   | |                              |       |
| Пьер-Эдуард Белльмар (бол.) — 52:31 (С. Трей, Й. Овитю) | 0:1 0:2 0:3 1:3                                         | 25:00 — Эса Линделль (бол.) (М. Гранлунд, М. Койву) 30:40 — Александр Барков (П. Лайне, Ю. Йокинен) 34:50 — Патрик Лайне (Ю. Йокинен, А. Барков) |                              |       |
|                                                         |                                                         | |                              |       |
|                                                         |                                                         | |                              |       |
|                                                         |                                                         | |                              |       |
| 8 мин                                                   | Штраф                                                   | 8 мин |                              |       |
|                                                         |                                                         | |                              |       |
|                                                         | 18                                                      | Броски | 19                           |       |

| 2016-05-14 16:15 | Венгрия | 5 : 2 (2:1, 2:1, 1:0) | Беларусь | Юбилейный, Санкт-Петербург Зрителей: 4539 |

| Отчёт | Отчёт                       | Отчёт                                                                                    | Отчёт                                                                | Отчёт                           |
| --- | --------------------------- | ---------------------------------------------------------------------------------------- | -------------------------------------------------------------------- | ------------------------------- |
| |                             |                                                                                          |                                                                      |                                 |
| | Миклош Райна — 00:00-60:00  | Вратари                                                                                  | 00:00-33:49 — Кевин Лаланд 33:49-58:33, 59:57-60:00 — Виталий Коваль | Судьи: Йожеф Кубуш Тобиас Верли |
| | Голы:                       |                                                                                          |                                                                      | Судьи: Йожеф Кубуш Тобиас Верли |
| Гергё Надь — 05:31 (Д. Когер, Э. Сарауэр) Янош Ваш — 10:31(мен.) (Э. Сарауэр) Балаж Шебёк — 30:32 (Б. Сираньи) Вильмош Галло — 33:49 (И. Шофрон, Б. Сираньи) Янош Ваш — 59:57(мен.)(п.в.) | 1:0 2:0 2:1 2:2 3:2 4:2 5:2 | 12:13 — Джефф Платт (бол.) (А. Степанов) 26:43 — Артур Гаврус (Е. Ковыршин, А. Степанов) |                                                                      | Судьи: Йожеф Кубуш Тобиас Верли |
| |                             |                                                                                          |                                                                      | Судьи: Йожеф Кубуш Тобиас Верли |
| |                             |                                                                                          |                                                                      | Судьи: Йожеф Кубуш Тобиас Верли |
| |                             |                                                                                          |                                                                      | Судьи: Йожеф Кубуш Тобиас Верли |
| 10 мин | Штраф                       | 12 мин                                                                                   |                                                                      | Судьи: Йожеф Кубуш Тобиас Верли |
| |                             |                                                                                          |                                                                      |                                 |
| | 18                          | Броски                                                                                   | 19                                                                   |                                 |

| 2016-05-14 20:15 | Канада | 5 : 0 (2:0, 2:0, 1:0) | Словакия | Юбилейный, Санкт-Петербург Зрителей: 5512 |

| Отчёт | Отчёт                    | Отчёт   | Отчёт                       | Отчёт                                    |
| --- | ------------------------ | ------- | --------------------------- | ---------------------------------------- |
| |                          |         |                             |                                          |
| | Кэм Тэлбот — 00:00-60:00 | Вратари | 00:00-60:00 — Юлиус Гудачек | Судьи: Константин Оленин Даниэль Пехачек |
| | Голы:                    |         |                             | Судьи: Константин Оленин Даниэль Пехачек |
| Морган Райлли — 11:09 (Д. Брассар) Мэттью Дюшен — 18:30 (Б. Маршанд) Тейлор Холл — 33:56(бол.) (М. Стоун, К. Макдэвид) Марк Шайфли — 38:35 (С. Райнхарт, М. Стоун) Дерик Брассар — 50:27 (К. Перри, Р. Мюррей) | 1:0 2:0 3:0 4:0 5:0      |         |                             | Судьи: Константин Оленин Даниэль Пехачек |
| |                          |         |                             | Судьи: Константин Оленин Даниэль Пехачек |
| |                          |         |                             | Судьи: Константин Оленин Даниэль Пехачек |
| |                          |         |                             | Судьи: Константин Оленин Даниэль Пехачек |
| 4 мин | Штраф                    | 12 мин  |                             | Судьи: Константин Оленин Даниэль Пехачек |
| |                          |         |                             |                                          |
| | 33                       | Броски  | 18                          |                                          |

| 2016-05-15 16:15 | Германия | 3 : 2 (2:1, 0:1, 1:0) | США | Юбилейный, Санкт-Петербург Зрителей: 4798 |

| Отчёт  | Отчёт               | Отчёт  | Отчёт | Отчёт |
| ------ | ------------------- | ------ | ----- | ----- |
|        |                     |        |       |       |
|        |                     |        |       |       |
|        | Голы:               |        |       |       |
|        | 1:0 1:1 2:1 2:2 3:2 |        |       |       |
|        |                     |        |       |       |
|        |                     |        |       |       |
|        |                     |        |       |       |
| 14 мин | Штраф               | 6 мин  |       |       |
|        |                     |        |       |       |
|        | 14                  | Броски | 33    |       |

| 2016-05-15 20:15 | Словакия | 0 : 5 (0:0, 0:2, 0:3) | Финляндия | Юбилейный, Санкт-Петербург Зрителей: 5679 |

| Отчёт | Отчёт                       | Отчёт | Отчёт                    | Отчёт                          |
| ----- | --------------------------- | --- | ------------------------ | ------------------------------ |
|       |                             | |                          |                                |
|       | Юлиус Гудачек — 00:00-60:00 | Вратари | 00:00-60:00 — Юусе Сарос | Судьи: Линус Элунд Марк Виганд |
|       | Голы:                       | |                          | Судьи: Линус Элунд Марк Виганд |
|       | 0:1 0:2 0:3 0:4 0:5         | 31:07 — Микко Койву (бол.) (Э. Линделл, С. Ахо) 31:47 — Антти Пильстрём (Т. Саллинен, В. Покка) 46:46 — Александр Барков (Ю. Хиетанен, Т. Яакола) 59:45 — Юсси Йокинен (бол.) (Ю. Хиетанен, А. Барков) 59:57 — Патрик Лайне (А. Барков) |                          | Судьи: Линус Элунд Марк Виганд |
|       |                             | |                          | Судьи: Линус Элунд Марк Виганд |
|       |                             | |                          | Судьи: Линус Элунд Марк Виганд |
|       |                             | |                          | Судьи: Линус Элунд Марк Виганд |
| 8 мин | Штраф                       | 4 мин |                          | Судьи: Линус Элунд Марк Виганд |
|       |                             | |                          |                                |
|       | 14                          | Броски | 35                       |                                |

| 2016-05-16 16:15 | Канада | 4 : 0 (1:0, 1:0, 2:0) | Франция | Юбилейный, Санкт-Петербург Зрителей: 5219 |

| Отчёт | Отчёт                       | Отчёт   | Отчёт                       | Отчёт                              |
| --- | --------------------------- | ------- | --------------------------- | ---------------------------------- |
| |                             |         |                             |                                    |
| | Кэлвин Пикард — 00:00-60:00 | Вратари | 00:00-60:00 - Ронан Кеменер | Судьи: Антонин Ержабек Линус Элунд |
| | Голы:                       |         |                             | Судьи: Антонин Ержабек Линус Элунд |
| Марк Стоун — 08:32(бол.) (Т. Холл, К. Макдэвид) Мэттью Дюшен — 35:26 (К. Перри, Р. Эллис) Марк Шайфли — 43:51 (М. Стоун, Б. Маршанд) Кори Перри — 54:45 (Р. О'Райли, Б. Галлахер) | 1:0 2:0 3:0 4:0             |         |                             | Судьи: Антонин Ержабек Линус Элунд |
| |                             |         |                             | Судьи: Антонин Ержабек Линус Элунд |
| |                             |         |                             | Судьи: Антонин Ержабек Линус Элунд |
| |                             |         |                             | Судьи: Антонин Ержабек Линус Элунд |
| 4 мин | Штраф                       | 8 мин   |                             | Судьи: Антонин Ержабек Линус Элунд |
| |                             |         |                             |                                    |
| | 46                          | Броски  | 13                          |                                    |

| 2016-05-16 20:15 | Германия | 4 : 2 (0:1, 1:0, 3:1) | Венгрия | Юбилейный, Санкт-Петербург Зрителей: 5038 |

| Отчёт | Отчёт                      | Отчёт                                                              | Отчёт                                   | Отчёт                                 |
| --- | -------------------------- | ------------------------------------------------------------------ | --------------------------------------- | ------------------------------------- |
| |                            |                                                                    |                                         |                                       |
| | Томас Грайсс — 00:00-60:00 | Вратари                                                            | 00:00-58:42, 59:27-60:00 — Миклош Райна | Судьи: Мартин Франо Константин Оленин |
| | Голы:                      |                                                                    |                                         | Судьи: Мартин Франо Константин Оленин |
| Патрик Хагер — 31:42(бол.) Денис Ройль — 41:22 Константин Браун — 57:24 (З. Акдаг, Л. Драйзайтль) Марцель Гоч - 59:27(п.в.) (Я. Зайденберг ,Т. Грайсс) | 0:1 :1 2:1 2:2 3:2 4:2     | 09:09 - Иштван Шофрон (И. Барталиш) 45:14 - Кевин Верс (Б. Магоши) |                                         | Судьи: Мартин Франо Константин Оленин |
| |                            |                                                                    |                                         | Судьи: Мартин Франо Константин Оленин |
| |                            |                                                                    |                                         | Судьи: Мартин Франо Константин Оленин |
| |                            |                                                                    |                                         | Судьи: Мартин Франо Константин Оленин |
| 4 мин | Штраф                      | 8 мин                                                              |                                         | Судьи: Мартин Франо Константин Оленин |
| |                            |                                                                    |                                         |                                       |
| | 34                         | Броски                                                             | 16                                      |                                       |

| 2016-05-17 12:15 | США | 2 : 3 (OT) (0:1, 1:0, 1:1) | Словакия | Юбилейный, Санкт-Петербург |

| Отчёт  | Отчёт              | Отчёт  | Отчёт | Отчёт                                   |
| ------ | ------------------ | ------ | ----- | --------------------------------------- |
|        |                    |        |       |                                         |
|        |                    |        |       | Судьи: Антонин Ержабек Максим Сидоренко |
|        | Голы:              |        |       |                                         |
|        | 0:1 :1 2:1 2:2 2:3 |        |       |                                         |
|        |                    |        |       |                                         |
|        |                    |        |       |                                         |
|        |                    |        |       |                                         |
| 10 мин | Штраф              | 4 мин  |       |                                         |
|        |                    |        |       |                                         |
|        | 25                 | Броски | 30    |                                         |

| 2016-05-17 16:15 | Беларусь | 3 : 0 (0:0, 2:0, 1:0) | Франция | Юбилейный, Санкт-Петербург Зрителей: 4895 |

| Отчёт | Отчёт                        | Отчёт   | Отчёт                       | Отчёт                           |
| --- | ---------------------------- | ------- | --------------------------- | ------------------------------- |
| |                              |         |                             |                                 |
| | Виталий Коваль — 00:00-00:60 | Вратари | 00:00-60:00 — Кристобаль Юэ | Судьи: Мартин Франо Линус Элунд |
| | Голы:                        |         |                             | Судьи: Мартин Франо Линус Элунд |
| Андрей Стась — 25:12 (Ш. Лингле, К. Готовец) Джефф Платт — 38:23 (Ш. Лингле, К. Готовец) Андрей Стась — 44:59 (Ш. Лингле, Д. Платт) | 1:0 2:0 3:0                  |         |                             | Судьи: Мартин Франо Линус Элунд |
| |                              |         |                             | Судьи: Мартин Франо Линус Элунд |
| |                              |         |                             | Судьи: Мартин Франо Линус Элунд |
| |                              |         |                             | Судьи: Мартин Франо Линус Элунд |
| 12 мин | Штраф                        | 12 мин  |                             | Судьи: Мартин Франо Линус Элунд |
| |                              |         |                             |                                 |
| | 32                           | Броски  | 21                          |                                 |

| 2016-05-17 20:15 | Канада | 0 : 4 (0:0, 0:3, 0:1) | Финляндия | Юбилейный, Санкт-Петербург Зрителей: 5890 |

| Отчёт  | Отчёт                    | Отчёт | Отчёт                        | Отчёт                            |
| ------ | ------------------------ | --- | ---------------------------- | -------------------------------- |
|        |                          | |                              |                                  |
|        | Кэм Тэлбот — 00:00-60:00 | Вратари | 00:00-60:00 — Микко Коскинен | Судьи: Роман Гофман Тобиас Верли |
|        | Голы:                    | |                              | Судьи: Роман Гофман Тобиас Верли |
|        | 0:1 0:2 0:3 0:4          | 26:10 — Томми Кивистё (М. Рантанен) 36:03 — Лео Комаров (М. Гранлунд) 38:50 — Мика Пюёряля (С. Ахо) 42:32 — Ярно Коскиранта (М. Пюёряля) |                              | Судьи: Роман Гофман Тобиас Верли |
|        |                          | |                              | Судьи: Роман Гофман Тобиас Верли |
|        |                          | |                              | Судьи: Роман Гофман Тобиас Верли |
|        |                          | |                              | Судьи: Роман Гофман Тобиас Верли |
| 12 мин | Штраф                    | 4 мин |                              | Судьи: Роман Гофман Тобиас Верли |
|        |                          | |                              |                                  |
|        | 21                       | Броски | 19                           |                                  |

## Плей-офф
|  | Четвертьфиналы | Четвертьфиналы | Четвертьфиналы | Четвертьфиналы | Четвертьфиналы | Четвертьфиналы | Четвертьфиналы | Четвертьфиналы | Четвертьфиналы | Четвертьфиналы |           |           | Полуфиналы | Полуфиналы | Полуфиналы | Полуфиналы        | Полуфиналы        | Полуфиналы        | Полуфиналы        | Полуфиналы        | Полуфиналы        | Полуфиналы        |                   |                   | Финал             | Финал  | Финал  | Финал  | Финал  | Финал  | Финал  | Финал  | Финал  | Финал |
|  |                |                |                |                |                |                |                |                |                |                |           |           |            |            |            |                   |                   |                   |                   |                   |                   |                   |                   |                   |                   |        |        |        |        |        |        |        |        |       |
|  | А1             | Чехия          | Чехия          | Чехия          | Чехия          | Чехия          | Чехия          | Чехия          | Чехия          | 1              |           |           |            |            |            |                   |                   |                   |                   |                   |                   |                   |                   |                   |                   |        |        |        |        |        |        |        |        |       |
|  | А1             | Чехия          | Чехия          | Чехия          | Чехия          | Чехия          | Чехия          | Чехия          | Чехия          | 1              |           |           |            |            |            |                   |                   |                   |                   |                   |                   |                   |                   |                   |                   |        |        |        |        |        |        |        |        |       |
|  | B4             | США            | США            | США            | США            | США            | США            | США            | США            | 2              |           |           |            |            |            |                   |                   |                   |                   |                   |                   |                   |                   |                   |                   |        |        |        |        |        |        |        |        |       |
|  | B4             | США            | США            | США            | США            | США            | США            | США            | США            | 2              | WQF1      | США       | США        | США        | США        | США               | США               | США               | США               | 3                 |                   |                   |                   |                   |                   |        |        |        |        |        |        |        |        |       |
|  |                |                |                |                |                |                |                |                |                |                | WQF1      | США       | США        | США        | США        | США               | США               | США               | США               | 3                 |                   |                   |                   |                   |                   |        |        |        |        |        |        |        |        |       |
|  |                |                | WQF2           | Канада         | Канада         | Канада         | Канада         | Канада         | Канада         | Канада         | Канада    | 4         |            |            |            |                   |                   |                   |                   |                   |                   |                   |                   |                   |                   |        |        |        |        |        |        |        |        |       |
|  | B2             | Канада         | Канада         | Канада         | Канада         | Канада         | Канада         | Канада         | Канада         | Канада         | Канада    | 4         | 6          |            |            |                   |                   |                   |                   |                   |                   |                   |                   |                   |                   |        |        |        |        |        |        |        |        |       |
|  | B2             | Канада         | Канада         | Канада         | Канада         | Канада         | Канада         | Канада         | Канада         |                |           |           | 6          |            |            |                   |                   |                   |                   |                   |                   |                   |                   |                   |                   |        |        |        |        |        |        |        |        |       |
|  | A3             | Швеция         | Швеция         | Швеция         | Швеция         | Швеция         | Швеция         | Швеция         | Швеция         | 0              |           |           |            |            |            |                   |                   |                   |                   |                   |                   |                   |                   |                   |                   |        |        |        |        |        |        |        |        |       |
|  | A3             | Швеция         | Швеция         | Швеция         | Швеция         | Швеция         | Швеция         | Швеция         | Швеция         | 0              |           |           |            |            |            |                   |                   |                   |                   |                   |                   |                   | WSF1              | Канада            | Канада            | Канада | Канада | Канада | Канада | Канада | Канада | 2      |        |       |
|  |                |                |                |                |                |                |                |                |                |                |           |           |            |            |            |                   |                   |                   |                   |                   |                   |                   | WSF1              | Канада            | Канада            | Канада | Канада | Канада | Канада | Канада | Канада | 2      |        |       |
|  |                |                | WSF2           | Финляндия      | Финляндия      | Финляндия      | Финляндия      | Финляндия      | Финляндия      | Финляндия      | Финляндия | 0         |            |            |            |                   |                   |                   |                   |                   |                   |                   |                   |                   |                   |        |        |        |        |        |        |        |        |       |
|  | B1             | Финляндия      | Финляндия      | Финляндия      | Финляндия      | Финляндия      | Финляндия      | Финляндия      | Финляндия      | Финляндия      | Финляндия | 0         | 5          |            |            |                   |                   |                   |                   |                   |                   |                   |                   |                   |                   |        |        |        |        |        |        |        |        |       |
|  | B1             | Финляндия      | Финляндия      | Финляндия      | Финляндия      | Финляндия      | Финляндия      | Финляндия      | Финляндия      |                |           |           | 5          |            |            |                   |                   |                   |                   |                   |                   |                   |                   |                   |                   |        |        |        |        |        |        |        |        |       |
|  | A4             | Дания          | Дания          | Дания          | Дания          | Дания          | Дания          | Дания          | Дания          | 1              |           |           |            |            |            |                   |                   |                   |                   |                   |                   |                   |                   |                   |                   |        |        |        |        |        |        |        |        |       |
|  | A4             | Дания          | Дания          | Дания          | Дания          | Дания          | Дания          | Дания          | Дания          | 1              | WQF3      | Финляндия | Финляндия  | Финляндия  | Финляндия  | Финляндия         | Финляндия         | Финляндия         | Финляндия         | 3                 |                   |                   |                   |                   |                   |        |        |        |        |        |        |        |        |       |
|  |                |                |                |                |                |                |                |                |                |                | WQF3      | Финляндия | Финляндия  | Финляндия  | Финляндия  | Финляндия         | Финляндия         | Финляндия         | Финляндия         | 3                 |                   |                   |                   |                   |                   |        |        |        |        |        |        |        |        |       |
|  |                |                | WQF4           | Россия         | Россия         | Россия         | Россия         | Россия         | Россия         | Россия         | Россия    | 1         |            |            |            |                   |                   |                   |                   |                   |                   |                   |                   |                   |                   |        |        |        |        |        |        |        |        |       |
|  | A2             | Россия         | Россия         | Россия         | Россия         | Россия         | Россия         | Россия         | Россия         | Россия         | Россия    | 1         | 4          |            |            | Матч за 3-е место | Матч за 3-е место | Матч за 3-е место | Матч за 3-е место | Матч за 3-е место | Матч за 3-е место | Матч за 3-е место | Матч за 3-е место | Матч за 3-е место | Матч за 3-е место |        |        |        |        |        |        |        |        |       |
|  | A2             | Россия         | Россия         | Россия         | Россия         | Россия         | Россия         | Россия         | Россия         |                |           |           | 4          |            |            | Матч за 3-е место | Матч за 3-е место | Матч за 3-е место | Матч за 3-е место | Матч за 3-е место | Матч за 3-е место | Матч за 3-е место | Матч за 3-е место | Матч за 3-е место | Матч за 3-е место |        |        |        |        |        |        |        |        |       |
|  | B3             | Германия       | Германия       | Германия       | Германия       | Германия       | Германия       | Германия       | Германия       | 1              |           |           |            |            |            |                   |                   |                   |                   |                   |                   |                   |                   |                   |                   |        |        |        |        |        |        |        |        |       |
|  | B3             | Германия       | Германия       | Германия       | Германия       | Германия       | Германия       | Германия       | Германия       | 1              |           |           |            |            |            |                   |                   |                   |                   |                   |                   |                   |                   |                   |                   |        |        |        |        |        |        |        |        |       |
|  |                |                |                |                |                |                |                |                |                |                |           |           |            |            |            |                   |                   |                   |                   |                   |                   |                   |                   |                   | LSF1              | США    | США    | США    | США    | США    | США    | США    | США    | 2     |
|  |                |                |                |                |                |                |                |                |                |                |           |           |            |            |            |                   |                   |                   |                   |                   |                   |                   |                   |                   | LSF1              | США    | США    | США    | США    | США    | США    | США    | США    | 2     |
|  |                |                |                |                |                |                |                |                |                |                |           |           |            |            |            |                   |                   |                   |                   |                   |                   |                   |                   |                   | LSF2              | Россия | Россия | Россия | Россия | Россия | Россия | Россия | Россия | 7     |
|  |                |                |                |                |                |                |                |                |                |                |           |           |            |            |            |                   |                   |                   |                   |                   |                   |                   |                   |                   | LSF2              | Россия | Россия | Россия | Россия | Россия | Россия | Россия | Россия | 7     |

### Четвертьфиналы
Время местное (UTC+3).
| 2016-05-19 16:15 | Чехия | 1 : 2 (Б) (1:0, 0:1, 0:0, 0:0, 0:1) | США | ВТБ Ледовый дворец, Москва Зрителей: 7853 |

| Отчёт  | Отчёт           | Отчёт   | Отчёт           | Отчёт |
| ------ | --------------- | ------- | --------------- | ----- |
|        |                 |         |                 |       |
|        | Доминик Фурх    | Вратари | Кит Кинкейд     |       |
|        |                 |         |                 |       |
|        |                 |         |                 |       |
|        |                 |         |                 |       |
|        |                 |         |                 |       |
|        |                 |         |                 |       |
| 12 мин | Штраф           | 12 мин  |                 |       |
|        |                 |         |                 |       |
|        | 32 (8+13+8+3+0) | Броски  | 28 (2+8+10+7+1) |       |

| 2016-05-19 16:15 | Финляндия | 5 : 1 (1:0, 2:1, 2:0) | Дания | СК «Юбилейный», Санкт-Петербург Зрителей: 5038 |

| Отчёт | Отчёт                   | Отчёт                                               | Отчёт         | Отчёт |
| --- | ----------------------- | --------------------------------------------------- | ------------- | ----- |
| |                         |                                                     |               |       |
| | Микко Коскинен          | Вратари                                             | Себастьян Дам |       |
| | Голы:                   |                                                     |               |       |
| Микаэль Гранлунд — 14:29 (М. Койву, Л. Комаров) Ярно Коскиранта — 21:45 (М. Пюёряля, А. Охтамаа) Патрик Лайне — 38:57 (Ю. Хиетанен, Т. Яакола) Юсси Йокинен — 57:46 (п. в.) (М. Койву) Микаэль Гранлунд — 58:07 | 1:0 2:0 2:1 3:1 4:1 5:1 | 31:42 (бол.) — Ларс Эллер (М. Кристенсен, Н. Элерс) |               |       |
| |                         |                                                     |               |       |
| |                         |                                                     |               |       |
| |                         |                                                     |               |       |
| 6 мин | Штраф                   | 6 мин                                               |               |       |
| |                         |                                                     |               |       |
| | 28 (11+9+8)             | Броски                                              | 17 (4+7+6)    |       |

| 2016-05-19 20:15 | Россия | 4 : 1 (0:1, 3:0, 1:0) | Германия | ВТБ Ледовый дворец, Москва Зрителей: 12 199 |

| Отчёт | Отчёт              | Отчёт                 | Отчёт        | Отчёт                              |
| --- | ------------------ | --------------------- | ------------ | ---------------------------------- |
| |                    |                       |              |                                    |
| | Сергей Бобровский  | Вратари               | Томас Грайсс | Судьи: Тобиас Бьёрк Алекси Рантала |
| | Голы:              |                       |              | Судьи: Тобиас Бьёрк Алекси Рантала |
| Вадим Шипачёв — 20:40 (Е. Дадонов, А. Белов) Евгений Дадонов — 27:17 (В. Шипачёв) Вадим Шипачёв — 34:14 (И. Телегин) Александр Овечкин — 42:45 (Е. Кузнецов, Р. Любимов) | 0:1 :1 2:1 3:1 4:1 | 04:45 — Патрик Раймер |              | Судьи: Тобиас Бьёрк Алекси Рантала |
| |                    |                       |              | Судьи: Тобиас Бьёрк Алекси Рантала |
| |                    |                       |              | Судьи: Тобиас Бьёрк Алекси Рантала |
| |                    |                       |              | Судьи: Тобиас Бьёрк Алекси Рантала |
| 2 мин | Штраф              | 4 мин                 |              | Судьи: Тобиас Бьёрк Алекси Рантала |
| |                    |                       |              |                                    |
| | 37 (13+16+8)       | Броски                | 20 (6+9+5)   |                                    |

| 2016-05-19 20:15 | Швеция | 0 : 6 (0:1, 0:3, 0:2) | Канада | СК «Юбилейный», Санкт-Петербург Зрителей: 6090 |

| Отчёт  | Отчёт                   | Отчёт | Отчёт        | Отчёт                                |
| ------ | ----------------------- | --- | ------------ | ------------------------------------ |
|        |                         | |              |                                      |
|        | Якоб Маркстрём          | Вратари | Кэм Тэлбот   | Судьи: Роман Гофман Максим Сидоренко |
|        | Голы:                   | |              | Судьи: Роман Гофман Максим Сидоренко |
|        | 0:1 0:2 0:3 0:4 0:5 0:6 | 18:39 — Марк Шайфли (Р. О’Райли, М. Стоун) 26:05 (бол.) — Мэтт Дамба (М. Стоун, М. Шайфли) 32:02 — Брэд Маршан (М. Дамба, М. Шайфли) |              | Судьи: Роман Гофман Максим Сидоренко |
|        |                         | |              | Судьи: Роман Гофман Максим Сидоренко |
|        |                         | |              | Судьи: Роман Гофман Максим Сидоренко |
|        |                         | |              | Судьи: Роман Гофман Максим Сидоренко |
| 18 мин | Штраф                   | 10 мин |              | Судьи: Роман Гофман Максим Сидоренко |
|        |                         | |              |                                      |
|        | 24 (6+8+10)             | Броски | 34 (12+8+14) |                                      |

### Полуфиналы
Время местное (UTC+3).
| 2016-05-21 16:15 | Финляндия | 3 : 1 (0:1, 3:0, 0:0) | Россия | ВТБ Ледовый дворец, Москва Зрителей: 12 215 |

| Отчёт | Отчёт          | Отчёт                                            | Отчёт             | Отчёт |
| --- | -------------- | ------------------------------------------------ | ----------------- | ----- |
| |                |                                                  |                   |       |
| | Микко Коскинен | Вратари                                          | Сергей Бобровский |       |
| | Голы:          |                                                  |                   |       |
| Себастьян Ахо — 25:34 (бол.) (М. Гранлунд, Э. Линделль) Юсси Йокинен — 35:50 (П. Лайне) Себастьян Ахо — 38:15 (бол.) (Я. Коскиранта, М. Койву) | 0:1 :1 2:1 3:1 | 02:52 — Сергей Широков (И. Телегин, А. Марченко) |                   |       |
| |                |                                                  |                   |       |
| |                |                                                  |                   |       |
| |                |                                                  |                   |       |
| 10 мин | Штраф          | 8 мин                                            |                   |       |
| |                |                                                  |                   |       |
| | 16 (4+10+2)    | Броски                                           | 29 (10+6+13)      |       |

| 2016-05-21 20:15 | США | 3 : 4 (0:2, 3:1, 0:1) | Канада | ВТБ Ледовый дворец, Москва Зрителей: 10 455 |

| Отчёт | Отчёт                       | Отчёт | Отчёт        | Отчёт |
| --- | --------------------------- | --- | ------------ | ----- |
| |                             | |              |       |
| | Кит Кинкейд                 | Вратари | Кэм Тэлбот   |       |
| | Голы:                       | |              |       |
| Остон Мэттьюс — 21:14 (бол.) (К. Уайдман, Д. Ларкин) Дэвид Варсофски — 23:57 (Б. Нельсон, Х. Фашинг) Тайлер Мотт — 28:25 (Д. Ларкин, Джей Ти Комфер) | 0:1 0:2 1:2 2:2 3:2 3:3 3:4 | 08:59 — Брендан Галлахер (Б. Дженнер, С. Райнхарт) 18:02 — Брэд Маршан (К. Сиси) 35:30 (бол.) — Дерик Брассар (Р. О’Райли, К. Перри) 41:34 — Райан Эллис (Р. Мюррей, К. Макдэвид) |              |       |
| |                             | |              |       |
| |                             | |              |       |
| |                             | |              |       |
| 14 мин | Штраф                       | 6 мин |              |       |
| |                             | |              |       |
| | 33 (12+10+11)               | Броски | 27 (12+11+4) |       |

### Матч за 3-е место
Время местное (UTC+3).
| 2016-05-22 16:15 | Россия | 7 : 2 (2:0, 3:1, 2:1) | США | ВТБ Ледовый дворец, Москва Зрителей: 12 043 |

| Отчёт | Отчёт                                                 | Отчёт                                                                                        | Отчёт                                               | Отчёт                            |
| --- | ----------------------------------------------------- | -------------------------------------------------------------------------------------------- | --------------------------------------------------- | -------------------------------- |
| |                                                       |                                                                                              |                                                     |                                  |
| | Сергей Бобровский                                     | Вратари                                                                                      | Кит Кинкейд (00:00—40:00) Майк Кондон (40:00—60:00) | Судьи: Тобиас Бьёрк Мартин Франо |
| | Голы:                                                 |                                                                                              |                                                     | Судьи: Тобиас Бьёрк Мартин Франо |
| Вячеслав Войнов — 06:23 (С. Широков, С. Калинин) Сергей Мозякин — 13:41 (бол.) (Д. Орлов, П. Дацюк) Иван Телегин — 29:36 (С. Мозякин, П. Дацюк) Евгений Дадонов — 32:49 (А. Панарин, В. Шипачёв) Артемий Панарин — 35:22 (А. Белов, М. Чудинов) Сергей Мозякин — 53:13 (П. Дацюк) Вадим Шипачёв — 59:53 (бол.) (Е. Дадонов, А. Панарин) | 1 : 0 2 : 0 3 : 0 4 : 0 4 : 1 5 : 1 5 : 2 6 : 2 7 : 2 | 34:29 (бол.) — Фрэнк Ватрано (Д. Варсофски, Б. Нельсон) 43:42 — Фрэнк Ватрано (Д. Варсофски) |                                                     | Судьи: Тобиас Бьёрк Мартин Франо |
| |                                                       |                                                                                              |                                                     | Судьи: Тобиас Бьёрк Мартин Франо |
| |                                                       |                                                                                              |                                                     | Судьи: Тобиас Бьёрк Мартин Франо |
| |                                                       |                                                                                              |                                                     | Судьи: Тобиас Бьёрк Мартин Франо |
| 10 мин | Штраф                                                 | 8 мин                                                                                        |                                                     | Судьи: Тобиас Бьёрк Мартин Франо |
| |                                                       |                                                                                              |                                                     |                                  |
| | 29 (10+7+12)                                          | Броски                                                                                       | 30 (9+13+8)                                         |                                  |

### Финал
Время местное (UTC+3).
| 2016-05-22 20:45 | Финляндия | 0 : 2 (0:1, 0:0, 0:1) | Канада | ВТБ Ледовый дворец, Москва Зрителей: 11 509 |

| Отчёт | Отчёт          | Отчёт                                                                      | Отчёт         | Отчёт                            |
| ----- | -------------- | -------------------------------------------------------------------------- | ------------- | -------------------------------- |
|       |                |                                                                            |               |                                  |
|       | Микко Коскинен | Вратари                                                                    | Кэм Тэлбот    | Судьи: Роман Гофман Тобиас Верли |
|       | Голы:          |                                                                            |               | Судьи: Роман Гофман Тобиас Верли |
|       | 0 : 1 0 : 2    | 11:24 — Коннор Макдэвид (М. Дюшен) 59:59 (п. в.) — Мэтт Дюшен (Б. Маршанд) |               | Судьи: Роман Гофман Тобиас Верли |
|       |                |                                                                            |               | Судьи: Роман Гофман Тобиас Верли |
|       |                |                                                                            |               | Судьи: Роман Гофман Тобиас Верли |
|       |                |                                                                            |               | Судьи: Роман Гофман Тобиас Верли |
| 6 мин | Штраф          | 8 мин                                                                      |               | Судьи: Роман Гофман Тобиас Верли |
|       |                |                                                                            |               |                                  |
|       | 16 (7+4+5)     | Броски                                                                     | 33 (10+13+10) |                                  |

## Итоговое положение команд
|  | Условные цветовые обозначения |
|  | ----------------------------- |
|  | Команда — чемпион мира        |
|  | Команда — серебряный призёр   |
|  | Команда — бронзовый призёр    |
|  | Переходящие в Первый дивизион |

| 1   | Канада    |
| 2   | Финляндия |
| 3   | Россия    |
| 4.  | США       |
| 5.  | Чехия     |
| 6.  | Швеция    |
| 7.  | Германия  |
| 8.  | Дания     |
| 9.  | Словакия  |
| 10. | Норвегия  |
| 11. | Швейцария |
| 12. | Беларусь  |
| 13. | Латвия    |
| 14. | Франция   |
| 15. | Венгрия   |
| 16. | Казахстан |

Источник: IIHF.com

## Чемпион
| Чемпион мира по хоккею с шайбой 2016 |
| Канада Двадцать шестой титул         |

## Статистика чемпионата

### Полевые игроки
| №  | Игрок            | Команда   | Голы | Передачи | Очки |
| -- | ---------------- | --------- | ---- | -------- | ---- |
| 1  | Вадим Шипачёв    | Россия    | 6    | 12       | 18   |
| 2  | Артемий Панарин  | Россия    | 6    | 9        | 15   |
| 3  | Евгений Дадонов  | Россия    | 6    | 7        | 13   |
| 4  | Патрик Лайне     | Финляндия | 7    | 5        | 12   |
| 5  | Микаэль Гранлунд | Финляндия | 4    | 8        | 12   |
| 6  | Дерик Брассар    | Канада    | 5    | 6        | 11   |
| 7  | Павел Дацюк      | Россия    | 1    | 10       | 11   |
| 8  | Мэтт Дюшен       | Канада    | 5    | 5        | 10   |
| 8  | Микко Койву      | Финляндия | 4    | 6        | 10   |
| 9  | Марк Стоун       | Канада    | 4    | 6        | 10   |
| 10 | Юсси Йокинен     | Финляндия | 3    | 7        | 10   |
| 10 | Сергей Мозякин   | Россия    | 6    | 3        | 9    |
| 10 | Тейлор Холл      | Канада    | 6    | 3        | 9    |
| 11 | Остон Мэттьюс    | США       | 6    | 3        | 9    |
| 11 | Марк Шайфли      | Канада    | 4    | 5        | 9    |
| 12 | Кори Перри       | Канада    | 4    | 5        | 9    |
| 13 | Александр Барков | Финляндия | 3    | 6        | 9    |
| 14 | Дилан Ларкин     | США       | 2    | 7        | 9    |
| 15 | Коннор Макдэвид  | Канада    | 1    | 8        | 9    |
| 15 | Густав Нюквист   | Швеция    | 7    | 1        | 8    |

Источник: IIHF.com

### Лучшие вратари
В список включены пять лучших вратарей, сыгравшие не менее 40 % от всего игрового времени своей сборной.
| М | Игрок             | В      | ПШ | КН   | Бр  | %ОБ   | И"0" |
| - | ----------------- | ------ | -- | ---- | --- | ----- | ---- |
| 1 | Доминик Фурх      | 255:00 | 4  | 0.94 | 100 | 96.00 | 2    |
| 2 | Микко Коскинен    | 479:01 | 9  | 1.13 | 169 | 94.67 | 1    |
| 3 | Себастьян Дам     | 434:04 | 16 | 2.21 | 248 | 93.55 | 1    |
| 4 | Кэм Тэлбот        | 480:00 | 10 | 1.25 | 167 | 94.01 | 4    |
| 5 | Сергей Бобровский | 520:51 | 15 | 1.73 | 218 | 93.12 | 1    |

Примечание: М — Место в рейтинге; В = Количество сыгранных минут; ПШ = Пропущено шайб; КН = Коэффициент надёжности; Бр = Броски; %ОБ = Процент отражённых бросков; И"0" = «Сухие игры»
Источник: IIHF.com

### Индивидуальные награды
Самый ценный игрок (MVP):  Патрик Лайне
Лучшие игроки:
| Вратарь    | Микко Коскинен |
| Защитник   | Майкл Мэтсон   |
| Нападающий | Патрик Лайне   |

Символическая сборная:
| Вратарь    | Микко Коскинен   |
| Защитник   | Никита Зайцев    |
| Защитник   | Майкл Мэтсон     |
| Нападающий | Патрик Лайне     |
| Нападающий | Вадим Шипачёв    |
| Нападающий | Микаэль Гранлунд |

## Трансляция чемпионата
| Страна    | Вещатель              |
| --------- | --------------------- |
| Австрия   | ORF                   |
| Беларусь  | Беларусь-1 Беларусь-5 |
| Германия  | ARD                   |
| Дания     | TV2 Sport             |
| Канада    | TSN                   |
| Россия    | Первый канал Матч ТВ  |
| США       | NBC Sports Network    |
| Финляндия | MTV3                  |
| Франция   | Canal+ Sport          |
| Чехия     | ČT                    |
| Швейцария | SRG SSR               |
| Швеция    | TV4                   |

## Чемпионат мира на марках и памятных монетах
|  |  |